# The Eras Tour
The Eras Tour — шестой концертный тур американской певицы Тейлор Свифт (2023—2024). После того, как из-за пандемии COVID-19 Свифт не гастролировала со своими студийными альбомами Lover (2019), Folklore (2020) и Evermore (2020), она отправилась в турне Eras Tour в поддержку всех своих альбомов, включая последний The Tortured Poets Department (2024). Американская часть тура в США началась 17 марта 2023 года в Глендейле (штат Аризона) и закончился 8 декабря 2024 года в Ванкувере (Канада), латиноамериканская часть завершилась 26 ноября 2023 года в Сан-Паулу, Бразилия, а европейская часть закончилась 20 августа 2024 года в Лондоне. Это её второй полностью стадионный тур после Reputation Stadium Tour 2018 года. Свифт описала концепцию тура как «путешествие по всем моим музыкальным эпохам».
Концерт Eras Tour длится более трёх часов; сет-лист состоит из 44 песен, разделённых на 10 отдельных актов, которые опираются на построение мира, чтобы концептуально представить альбомы Свифт. Шоу получило единодушное одобрение критиков, которые особо отметили концепцию, постановку, разнообразную эстетику, а также музыкальность, вокал, харизму, выносливость и универсальность Свифт как артистки.
Встретив беспрецедентный спрос по всему миру, процесс продажи билетов на Eras Tour столкнулся с рядом технических препятствий, что привело к предложениям и реализации различных законов по борьбе со спекулированием и регулированию продажи билетов. В США 3,5 миллиона человек зарегистрировались в программе предварительной продажи билетов Ticketmaster, которая потерпела крах сразу после выхода в интернет 15 ноября 2022 года, но в тот день было продано более 2,4 миллиона билетов, побив рекорд по количеству концертных билетов, проданных одним артистом за один день. Однако компания Ticketmaster подверглась широкой общественной критике и политическому анализу в дополнение к обвинениям в монополии в концертном бизнесе. Турне подняло экономику мест остановки, оживив местный бизнес и туризм, привлекло большое количество зрителей за пределами стадионов, доминировало в новостных циклах и социальных сетях, а также вызвало благодарность со стороны различных правительств и организаций. Публикации описывали турне как крупное культурное событие, демонстрирующее влияние Свифт на популярную культуру, социальные сети и экономику, а города отметили Свифт различными жестами, включая переименования. Ажиотаж фанатов вокруг тура был назван «Свифт-манией» («Swift-mania»).
По состоянию на декабрь 2023 года первые 60 концертов турне The Eras Tour принесли 1 млрд долл, сделав его самым кассовым туром всех времён и опередив тур Элтона Джона Farewell Yellow Brick Road (в 2018—2023 годах).
В ходе тура Свифт анонсировала и выпустила различные работы: расширенные издания альбома Midnights, перезаписанные альбомы Speak Now (Taylor’s Version) и 1989 (Taylor’s Version), клипы на песни «Karma» и «I Can See You», а также сингл «Cruel Summer». Концертный фильм «Taylor Swift: The Eras Tour» вышел в кинотеатрах Северной Америки 13 октября 2023 года и стал самым прибыльным фильмом-концертом в истории.
Её эпохальный тур — это мощный многогранный символ нашего времени, наполненный социальным, политическим, экономическим и культурным смыслом... это качественная и количественная отметка, оставившая зрителей в полном восторге. Турне «Eras Tour» — это одно из величайших шоу, если не самое великое шоу на земле.

## Предыстория

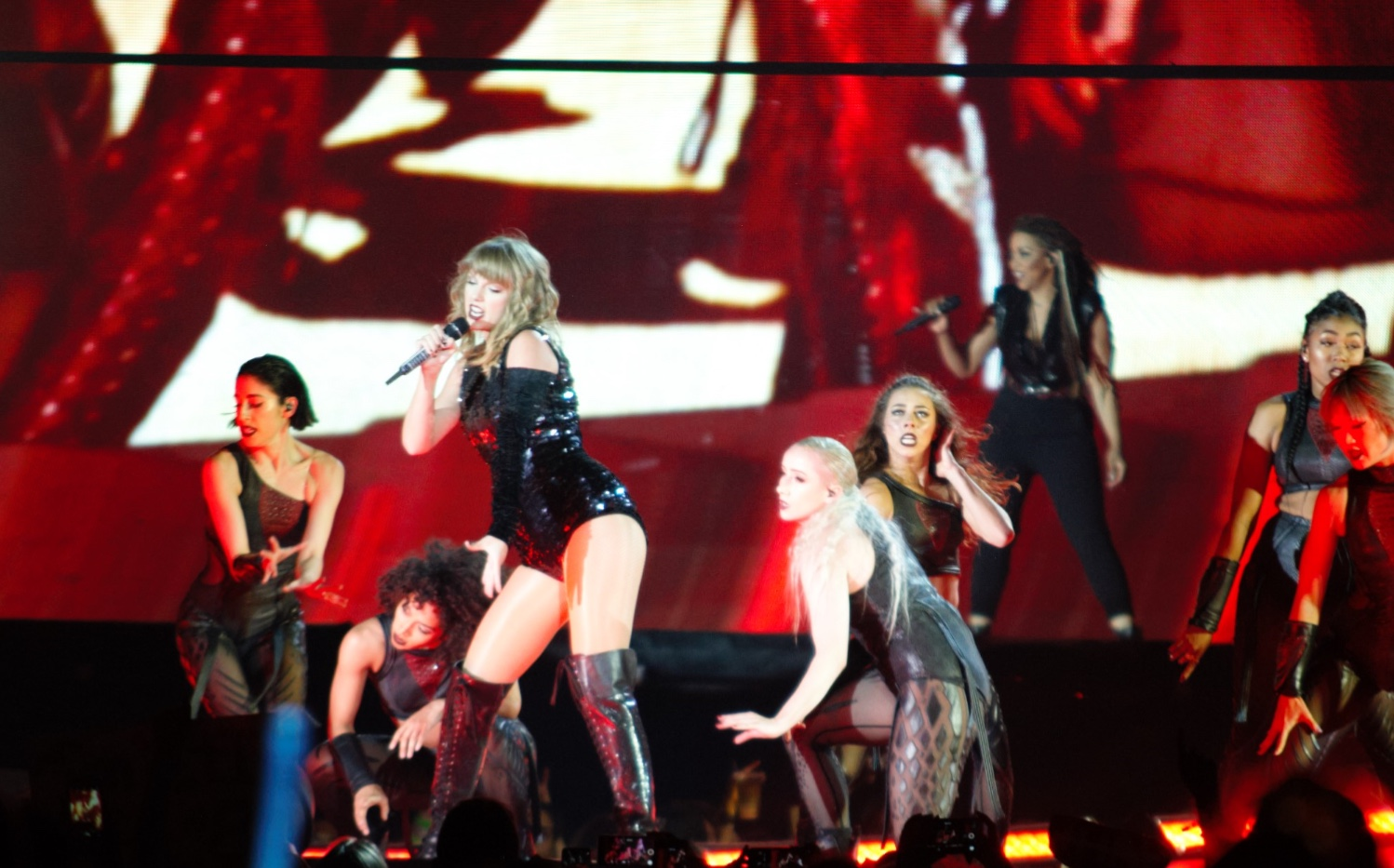
Тейлор Свифт выступает во время своего Reputation Stadium Tour, самого кассового концертного тура в истории США

Осенью 2019 года Тейлор Свифт анонсировала несостоявшийся шестой концертный тур The Lover Fest в поддержку её седьмого студийного альбома Lover, начало которого планировалось на 5 апреля 2020 года. В итоге тур был отменён в связи с пандемией COVID-19.
После покупки её музыкального каталога Скутером Брауном у Big Machine Records в 2019 году, бывшим лейблом певицы были приняты неудачные попытки запретить ей выступать с её хитами из раннего каталога на American Music Awards, объявив о том, что это будет считаться перезаписыванием её песен ранее положенного срока. В качестве контрмеры против изменения прав на владение её музыкальным каталогом, Тейлор объявила о планах перезаписать свой каталог, записанный на прошлом лейбле. Решение певицы вызвало поддержку от медиа, публики и привело к успеху перезаписей, так вышедшие на момента анонса тура пластинки Fearless (Taylor’s Version) и Red (Taylor’s Version) достигли коммерческого успеха и получили большее признание от критиков, чем старые версии альбомов. Кроме перезаписанных работ, на протяжении пандемии Свифт ранее выпустила студийные альбомы Folklore и Evermore, не получившие концертного тура в их поддержку.
21 октября 2022 года Тейлор Свифт выпустила свой десятый студийный альбом Midnights, продавшийся в тираже более миллиона копий за первую неделю в США и возглавивший альбомные чарты множество стран. Концепцией альбома стали автобиографические повествования о причинах бессонных ночей на протяжении разных этапов её жизни и карьеры.
1 ноября Тейлор Свифт совершила анонс The Eras Tour, начало которого было запланировано на 18 марта 2023 года. Таким образом, это будет её первый концертный тур за более, чем 4 года с момента окончания Reputation Stadium Tour.
2 июня 2023 года Свифт объявила о датах латиноамериканской части тура Eras Tour, открывающим исполнителем которого станет Сабрина Карпентер. Третье шоу в Буэнос-Айресе было объявлено 6 июня, через несколько часов после начала открытой продажи, из-за высокого спроса. Дополнительные шоу в Мехико, Рио-де-Жанейро и Сан-Паулу были объявлены 12 июня. Даты проведения концертов в Азии, Австралии и Европе были объявлены 20 июня.
25 июня были анонсированы дополнительные концерты для Сингапура, где теперь их суммарное число равно шести.
27 июня были анонсированы дополнительные концерты для Лос-Анджелеса и 8 дополнительных дат для Европы. 3 августа 2023 года Свифт объявила о втором американском этапе, который пройдёт ещё в трёх городах в октябре и ноябре 2024 года.
9 августа 2023 года на заключительном выступлении в Лос-Анджелесе в рамках своего шестого концертного тура Eras Tour Свифт объявила 1989 (Taylor’s Version) своим следующим перезаписанным альбомом, релиз которого намечен на 27 октября 2023 года, через девять лет после выхода оригинального альбома 1989. Поклонники предполагали, что о перезаписи альбома будет объявлено 9 августа, поскольку в США этот день пишется как «8/9», что отсылает к «89» в названии альбома 1989 и означает ровно восемь лет, девять месяцев и тринадцать дней с момента выхода оригинального альбома.

### Требования и запросы
Тур Eras Tour не был объявлен для посещения некоторых стран, как ожидалось, и поэтому вызвал недовольство и требования со стороны фанатов и правительственных чиновников в этих странах. Габриэль Борич, президент Чили, написал Свифт письмо с просьбой привезти Eras Tour в Чили, так как страна не анонсирована в объявленных датах.
В Австралии Eras Tour должен остановиться только в Сиднее и Мельбурне на пять дат в общей сложности; фанаты и законодатели Южной Австралии, Западной Австралии и Квинсленда выразили своё недовольство тем, что тур не посетит Аделаиду, Перт и Брисбен соответственно. Новая Зеландия полностью отсутствовала в датах тура; министр финансов этой страны Грант Робертсон заявил, что он разочарован, и, несмотря на популярность Свифт в стране и потенциальный экономический бум, который она принесёт, он не будет использовать государственные деньги для организации тура. Ник Саутнер, генеральный директор стадиона «Иден Парк» в Окленде, заявил, что он не в состоянии конкурировать с финансированием австралийской части Eras Tour.
Канадские члены парламента подали жалобу спикеру Палаты общин, недовольные тем, что Eras Tour не посетит Канаду. Премьер-министр Джастин Трюдо пригласил Свифт в турне по Канаде. В Великобритании фанаты в Манчестере и Бирмингеме были разочарованы тем, что Свифт пропустила их города. В Азии фанаты из Малайзии, Таиланда, Филиппин и Китая также были разочарованы тем, что Свифт посетит только Сингапур и Японию и потребовали привезти тур в эти страны. Некоторые фанаты считали, что, в отличие от Сингапур и Токио, площадки в Таиланде и на Филиппинах могут не соответствовать инфраструктуре, необходимой для проведения концерта Eras Tour.

### Концепция тура
Я рада объявить о своём предстоящем турне The Eras Tour — путешествие через музыкальные эры моей карьеры: прошлые и настоящие.Тейлор Свифт, анонсируя тур в своих социальных сетях
На плакате тура изображена Тейлор Свифт в образе из фотосессии к альбому Midnights на фоне фотографий из всех её предыдущих музыкальных эр в их хронологическом порядке, начиная от её дебютной эры к альбому Taylor Swift и заканчивая Evermore, с присвоенным к каждой эре цветом.
Приглашёнными артистами в рамках тура стали Paramore, Beebadoobee, girl in red, OWENN, GAYLE, MUNA, HAIM, Грейси Эйбрамс и Фиби Бриджерс.

## Продажа билетов
Продажей билетов на концерты Eras Tour занимались различные агентства по продаже билетов по всему миру, например, Ticketmaster, в течение нескольких дней. При беспрецедентном, рекордном спросе билеты на всех концертных площадках были распроданы за несколько часов, что вызвало сравнения с the Beatles, а во многих странах продажи столкнулись с техническими сбоями. На многих площадках были зафиксированы случаи массовой скупки билетов скальперами и ботами, что привело к появлению билетов на платформах перепродажи по завышенным ценам.

### США и Канада
Ранее планировалось, что билеты поступят в продажу 18 ноября 2022 года. В результате многолетнего сотрудничества Свифт с Capital One держатели карт получили доступ к предпродаже, которая должна была начаться во второй половине дня 15 ноября. Поклонники могли зарегистрироваться в программе Ticketmaster Verified Fan с 1 по 9 ноября, чтобы получить код, дающий эксклюзивный доступ к предпродаже TaylorSwiftTix для покупки билетов утром 15 ноября; владельцы предыдущих билетов на Lover Fest также получили привилегированный доступ к предпродаже, если они зарегистрировались, используя ту же учётную запись Ticketmaster. Свифт подтвердила цены на билеты заранее, отказавшись от модели «платинового билета»; они варьировались от 49 до 449 долларов, а VIP-пакеты — от 199 до 899 долларов. USA Today сообщила, что в листинге дат тура в Нэшвилле было оговорено, что «цены на билеты могут колебаться в зависимости от спроса в любое время».
По словам Ticketmaster, предварительная продажа TaylorSwiftTix предоставила «наилучшую возможность получить больше билетов в руки фанатов, которые хотят посетить шоу», избегая ботов и спекулянтов. Билетная платформа отметила, что если спрос на билеты в рамках фан-программы «превысит предложение», возможно, что «проверенные фанаты могут быть выбраны случайным образом для участия в предварительной продаже». Позже компания Ticketmaster сообщила, что на турне Eras Tour было зарегистрировано рекордное количество верифицированных фанатов — 3,5 млн человек. В преддверии предпродажи второго этапа тура в США в 2024 году, который начнётся 11 августа для верифицированных фанатов, по оценкам, основанным на данных Ticketmaster, 14 миллионов человек могли претендовать примерно на 625 000 билетов.
Продажа билетов в Канаде также осуществлялась компанией Ticketmaster с использованием регистрационной программы Verified Fan. По оценкам, 31 млн человек зарегистрировались для продажи билетов в Торонто, что составляет 75 % всего населения Канады. Всего в Канаде запланированы 9 концертов (в Торонто и Ванкувере), с Грэйси Абрамс в качестве открывающего музыканта.

#### Споры вокруг компании Ticketmaster
На тур был зафиксирован невероятно высокий спрос на билеты. 15 ноября сайт Ticketmaster потерпел крах после «исторически беспрецедентного спроса с миллионами пришедших», остановив предварительную продажу. Ticketmaster немедленно опубликовал заявление о том, что они работают над устранением проблем, «поскольку сайт был не готов принять огромную силу сотен тысяч поклонников Свифт», а затем сообщил, что «сотни тысяч билетов» уже проданы, и отложил оставшуюся часть предварительной продажи. Публичная продажа была позже отменена из-за «чрезвычайно высоких требований к системам продажи билетов и недостаточного количества оставшихся билетов для удовлетворения этого спроса». Ticketmaster подвергся широкой критике со стороны фанатов и клиентов в Интернете за несовершенную модель продажи билетов. CNN Business заявил, что «астрономический» спрос свидетельствует о популярности Свифт. Однако Fortune и Bloomberg News News отнесли критику на счёт «запутанного многоступенчатого процесса покупки билетов Ticketmaster, изобилующего дополнительными сборами», а также «долгого ожидания, технических проблем и плохого обслуживания клиентов».
Грег Маффей, председатель Live Nation, заявил, что сервис Ticketmaster подготовился к 1,5 миллионам проверенных фанатов, но пришло 14 миллионов: «мы могли бы заполнить 900 стадионов». 17 ноября компания подтвердила, что публичная продажа 18 ноября также была отменена, ссылаясь на невозможность удовлетворить спрос. Свифт опубликовала заявление 18 ноября 2022 года в своём Instagram; она заявила, что «взбешена» и считает фиаско «мучительным». Она утверждала, что «не собирается никого оправдывать, потому что мы много раз спрашивали [Ticketmaster], смогут ли они справиться с таким спросом, и нас заверили, что смогут». Позже в тот же день компания Ticketmaster принесла извинения «Тейлор и всем её поклонникам» через свой аккаунт в Twitter. Различные законодатели США, включая генерального прокурора и членов Конгресса США, обратили внимание на этот вопрос, который стал предметом многочисленных расследований Конгресса. The New York Times сообщила, что Министерство юстиции США начало антимонопольное расследование в отношении Live Nation Entertainment и Ticketmaster. 2 декабря группа из 26 фанатов подала в суд на Ticketmaster за «преднамеренный обман», «мошенничество, установление цен и нарушение антимонопольного законодательства».
Различные журналисты подчёркивали влияние Свифт и то, что спор может стать хорошим предзнаменованием для музыкальной индустрии. Арва Махдави написала в The Guardian: «У Свифт была невероятно впечатляющая карьера. Но знаете что? Если она заставит людей сесть и обратить внимание на позорное состояние антимонопольного законодательства в США, я считаю, что это будет её лучшим достижением». Брук Шульц из Associated Press рассказала о том, как поклонники Свифт превратили крах веб-сайта в политическое движение и считают их влиятельной демографической группой во время выборов: «огромная сила и размер фэндома Свифт подстегнули разговоры об экономическом неравенстве, символом которого является Ticketmaster». Журналист Bloomberg Августа Сараива назвала это явление «Свифтономикой» (Swiftonomics) — микроэкономической теорией, объясняющей спрос, предложение, фэнбазу и политическое влияние Свифт после пандемии COVID-19. Журнал I-D назвал Свифт последней оставшейся «настоящей» поп-звездой за то, что она «продаёт больше альбомов и заполняет больше стадионов, чем её современники» и «создаёт истерию, невиданную со времён золотой эры индустрии». Pitchfork спросил: «Есть ли ещё артист, который может заставить федеральное расследование монополии музыкальной индустрии срочно начать, просто отправившись в турне?».
12 декабря 2022 года компания Ticketmaster начала рассылку избранным фанатам — «идентифицированным как [фанаты], которые получили прибавку во время предпродажи Verified Fan, но не купили билеты» — и уведомила их о второй возможности приобрести максимум два билета на одного пользователя через платформу Ticketstoday. Billboard сообщил, что Ticketmaster решила продать оставшиеся 170 000 билетов в течение четырёх недель через Ticketstoday, платформу для продажи билетов, которая изначально была создана для фан-клуба группы Dave Matthews Band в 2000-х годах, но в 2008 году была приобретена компанией Live Nation, чтобы «значительно сократить время ожидания фанатов».

### Латинская Америка
Билеты на концерты в Латинской Америке поступили в продажу в начале июня 2023 года. Предварительная продажа была предоставлена клиентам банка Banco Patagonia в Аргентине, запланированная на 5 июня; около миллиона клиентов, по сообщениям, стояли в очереди за 24 000 доступных билетов для предварительной продажи на концерты в Буэнос-Айресе и более трёх миллионов — для общей продажи. Компания DF Entertainment выступила в качестве партнёра Свифт по продвижению концертов в Аргентине; генеральный директор Диего Финкельштейн назвал спрос «беспрецедентным», на основании которого газета Perfil высказала мнение, что Свифт может заполнить стадион 36 раз, если захочет.
В Бразилии владельцы предыдущих билетов на Lover Fest и держатели карточек C6 Bank Mastercard получили доступ к предварительной продаже 6 июня и 10 июня соответственно. Однако сразу после объявления о туре 2 июня люди стали собираться у стадиона Альянс Парке, чтобы приобрести билеты на концерты в Сан-Паулу, которые поступили в продажу для широкой публики только 12 июня. Билеты на предварительную продажу по Mastercard были распроданы за 30 минут, в очереди за ними стояло более миллиона покупателей. В Мексике предварительная продажа билетов осуществлялась по программе Verified Fan компании Ticketmaster, в которой фанаты могли зарегистрироваться со 2 по 7 июня, после чего началась открытая продажа.

### Азия
22 миллиона пользователей зарегистрировались на 330 00 билетов общей продажи 7 июля 2023 года, которая проводилась как виртуально, так и через отделения Singapore Post; билеты раскупались мгновенно, несмотря на сбои в работе сайта.

### Европа
В Германии в июле 2023 года в очередь за билетами на концерты Свифт 2024 года встали три миллиона человек, а на концерты в Варшаве зарегистрировались 600 000 человек. Все 170 000 билетов на три венских концерта были проданы в течение первых нескольких часов, что стало самой крупной и быстрой продажей билетов за всю историю концертов в Австрии. Все 95 000 билетов в Цюрихе были проданы в течение 30 минут.
Во Франции телеканал TF1 сообщил о самом высоком спросе за всю историю предварительной продажи билетов. Анжело Гопи, глава Live Nation France, заявил: «Спрос таков, что многие оказались в виртуальной очереди, чтобы подписаться на рассылку, которая лишь потенциально откроет доступ к билетным кассам. Насколько я помню, такого во Франции ещё не было». Предварительная продажа билетов в Париже открылась 11 июня 2023 года, и в очереди стояло более миллиона пользователей. Компания Ticketmaster приостановила предварительную продажу билетов в Париже и Лионе в течение часа после сообщений о сбоях при входе в систему. Они были перенесены на 17—21 июля.
Продажа билетов в Великобритании осуществлялась компаниями Ticketmaster и AXS. Те, кто предварительно заказал билеты на Midnights, могли получить доступ к предварительной продаже с 10 по 12 июля. Представители лондонского стадиона «Уэмбли» назвали спрос на билеты «беспрецедентным» и отметили, что время ожидания было «больше, чем обычно». Предварительная продажа билетов на стадион Principality в Кардиффе была начата 14 июля. Помимо сбоев в работе сайтов, Forbes сообщил о широком распространении скальпинга билетов на концерт в Великобритании, которые сразу же перепродавались на таких сайтах, как StubHub и Viagogo по завышенным ценам. Viagogo ответила, что «европейский этап тура Тейлор Свифт „Eras“ был долгожданным. Такого мы не видели со времён „The Beatles“, а поскольку билеты только поступили в продажу, спрос на них сейчас находится на пике», и заявила, что Viagogo является регулируемой торговой площадкой, где продавцы «могут выставлять билеты по высокой стоимости при высоком спросе, но цены могут меняться и со временем снижаться». Кевин Бреннан, член парламента от Кардиффа, потребовал провести в Палате общин Великобритании дебаты о скальперах билетов и планах правительства по борьбе с ними. Общая продажа в Великобритании пройдёт с 17 по 19 июля .
В феврале 2024 года было добавлено второе шоу в Мадриде, после того как футбольный клуб Реал Мадрид попросил Ла Лигу перенести матч против Реал Бетис, чтобы покрыть «чрезвычайный спрос» на концерт Свифт.

## Постановка и дизайн

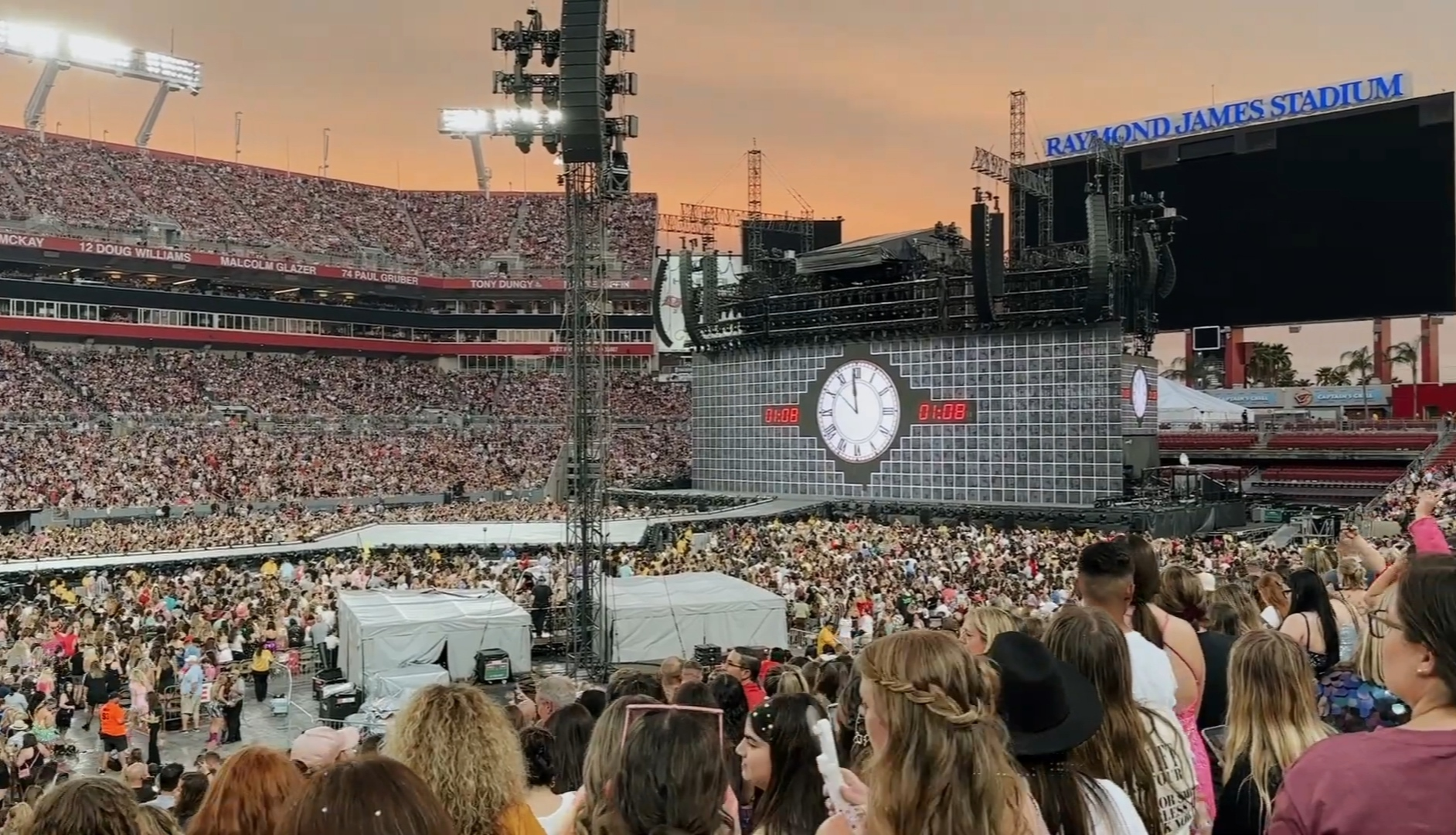
Сцена тура на стадионе «Рэймонд Джеймс» в Тампе, штат Флорида

Турне The Eras Tour было организовано собственной компанией Свифт, Taylor Swift Touring. Компания наняла около 90 грузовиков для перевозки декораций, костюмов и другого оборудования для шоу. Креативным директором тура выступил канадский художник-постановщик Итан Тобман. Wall Street Journal
сообщил, что турне является одной из самых дорогих и «технически амбициозных» постановок XXI века. Журнал дизайна интерьеров Architectural Digest назвал турне Свифт «самой амбициозной» декорацией и высоко оценил его построении мира.

### Декорации и освещение
Постановка Eras Tour является масштабной и состоит из трёх отдельных сцен — главной сцены с гигантским изогнутым светодиодным экраном, ромбической средней сцены, и Т-образной прямоугольной сцены в центре пола — все они соединены широкой рампой. Все сцены вместе образуют «гиперактивную» гидравлическую платформу, причём главная и средняя сцены оснащены мобильными блоками, которые поднимаются из центра и образуют платформы различных форм. «Масштабная» постановка тура в значительной степени вдохновлена Бродвеем, с пиротехникой, дымовыми машинами, огненными пушками, фейерверками, работающими в такт с музыкой светодиодными беспроводными браслетами PixMob (которые Свифт также раздавала зрителям во время предыдущих туров), и технологией проекции изображений. Концепция тура сосредоточена на построении мира и поэтому использует разнообразные декорации, реквизит и стили исполнения, чтобы передать различные настроения и эстетику альбомов Свифт.

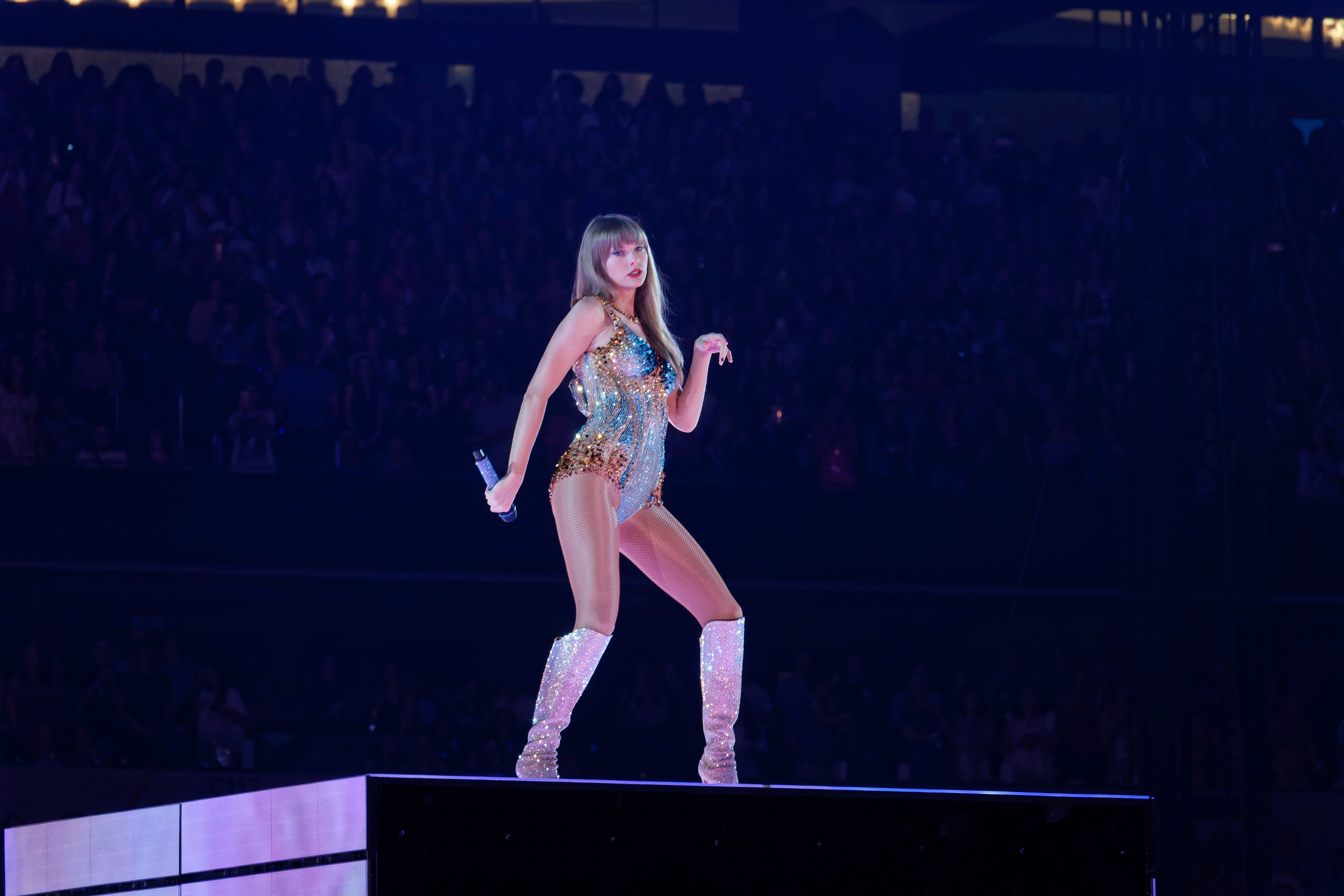
Свифт открывает концерт, появляясь на мобильном блоке, который поднимается из центра средней «алмазной» части сцены

### Дизайн костюмов

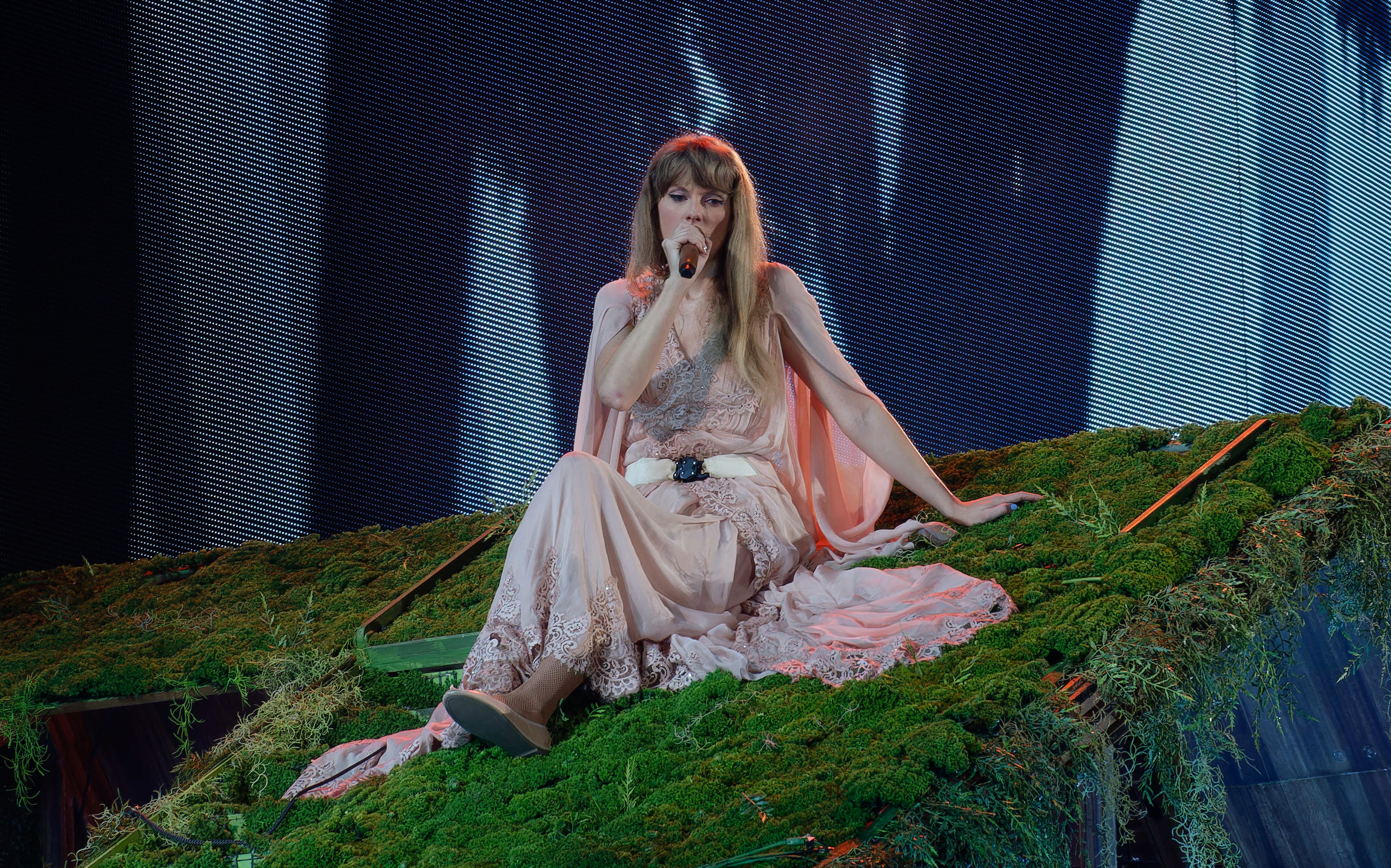
Во время номера Folklore Свифт выступает в платье с оборками, напоминающем об эстетике альбома Cottagecore

Костюмы Свифт и сопровождавших её танцоров, а также микрофоны и гитары, надетые во время тура Eras Tour, были посвящены 10 «эпохам» её альбомов. Они были вдохновлены предыдущими выступлениями и музыкальными видеоклипами, призванными соответствовать общим темам и палитре эпохи, на которую ссылалась Свифт, чтобы продемонстрировать различные звуковые и визуальные эстетики, которые она принимала на протяжении своей карьеры. Однако СМИ отмечали, что объединяющим модным выбором были кристаллы: костюмы каждого номера так или иначе украшались ими. StyleCaster оценил гардероб Eras Tour как лучшую коллекцию одежды Свифт для тура.
Наряды и аксессуары в основном были сделаны на заказ от таких домов моды, как Versace, Roberto Cavalli, Oscar de la Renta, Christian Louboutin, Etro, Nicole + Felicia Couture, Zuhair Murad и Alberta Ferretti. Свифт носила вариации некоторых костюмов для разных показов. Фаутсо Пуглиси, дизайнер Roberto Cavalli, заявил, что при создании нарядов для Свифт он использовал «ремесленный подход к мастерству», делая акцент на том, что «всё должно привлекать внимание» при создании нарядов для концертов. Он использовал кристаллы Swarovski в костюмах Свифт во время исполнения песен эр альбомов Fearless, 1989 и Reputation, на изготовление которых ушло более 170 часов кропотливой «ручной работы квалифицированных мастеров». Бальное платье из тюля с блёстками, которое Мурад создал для исполнения песни эпохи Speak Now, потребовало «более 350 часов ручной работы в ателье». Ферретти использовал шифон и микробисероплетение для платьев эпохи Folklore, а лиф эры Midnights Оскара де ла Ренты был вручную украшен более чем 5300 бусинами и кристаллами.

## Концертная программа
Шоу длится около трёх часов 15 минут, самое продолжительное в карьере Свифт, и в нём в значительной степени присутствуют элементы театра. Оно состоит из 44 песен, разделённых на 10 актов или эпох всех её студийных альбомов. Каждый акт характеризуется определённой цветовой гаммой, а переходы между актами облегчаются экранными интермедиями и сменой костюмов с незначительными перерывами. Свифт также несколько раз обращается к публике на протяжении всего шоу.
В концертный ансамбль вошли 15 бэк-танцоров, хореографом которых выступила Мэнди Мур и живой оркестр из шести инструменталистов и четырёх бэк-вокалисток.

### Март 2023 — март 2024
Шоу начинается с номера эпохи альбома Lover. Часы на экране отсчитывают время до начала шоу, пока звучит песня Дасти Спрингфилд «You Don’t Own Me» (1964). В окружении танцовщиков в гобеленах пастельных тонов, похожих на веера, Свифт выходит с платформы на середине сцены в купальнике и сапогах. Она открывает шоу припевом песни «Miss Americana & the Heartbreak Prince», переходящим в «Cruel Summer».
В сопровождении танцоров Свифт исполняет песни «The Man» и «You Need to Calm Down», одетая в блейзер с блестками, через декорации, имитирующие офисные кабинки. Затем она произносит приветственную речь с кукольным домиком из клипа «Lover» на экране, изображающим различные эпохи ее альбома. Она играет акустическую версию «Lover» на гитаре со своей группой, бэк-вокалистами и танцорами, а затем исполняет «The Archer» в одиночестве на рампе. Второй акт, или эпоха альбома Fearless, начинается с экрана, на котором появляются золотые электрические искры, сыплющиеся вниз. Свифт появляется в платье-металлик с бахромой и сапогах в стиле кантри, характерных для ее раннего стиля. Она исполняет «Fearless» на главной сцене, «You Belong with Me» на средней сцене и «Love Story» на Т-сцене, все вместе со своей группой и бэк-вокалистами.

## Отзывы

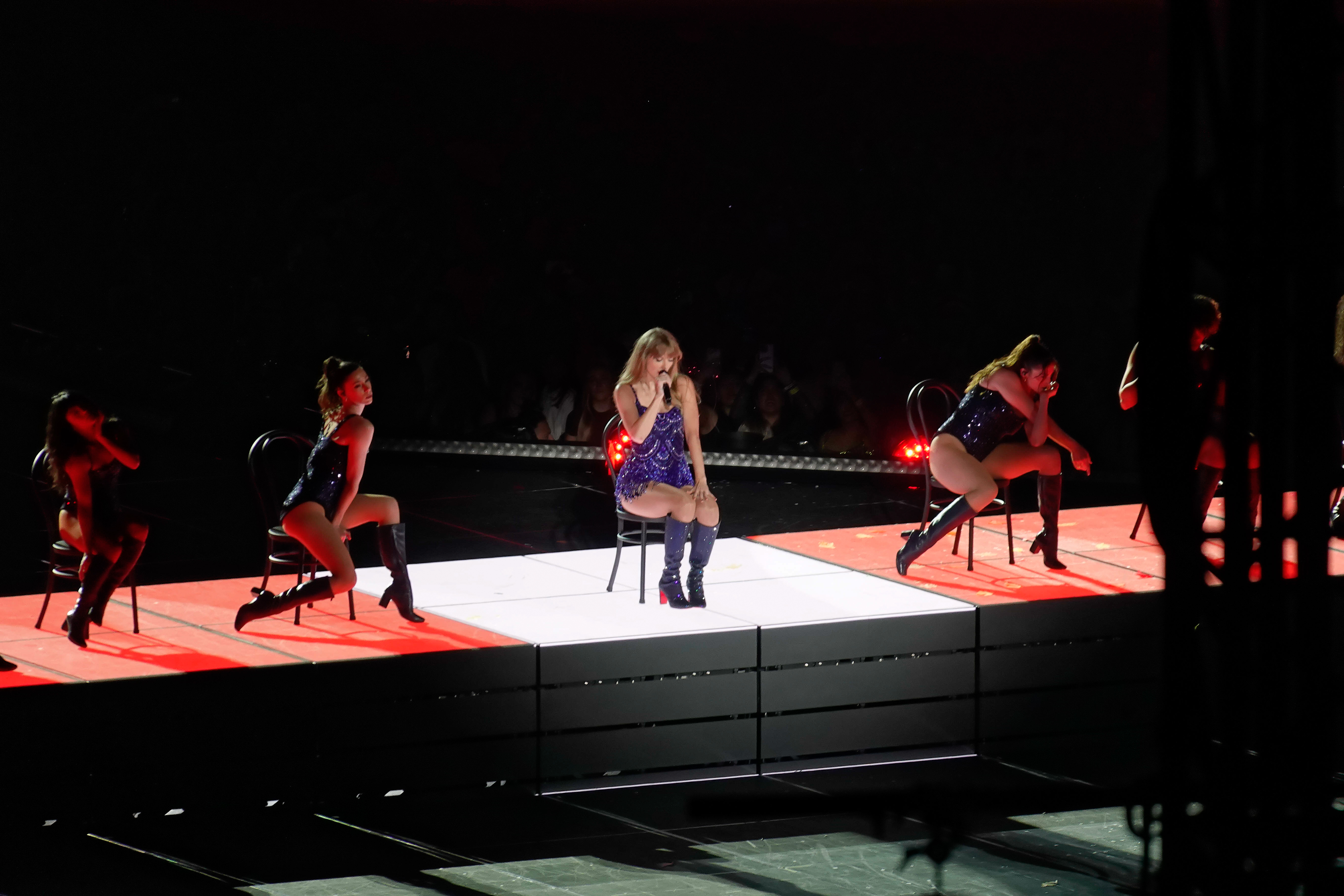
Свифт исполняет песню «Vigilante Shit» с бурлескной хореографией во время выступления в акте Midnights. Многогранность Свифт как артистки была предметом похвалы критиков

Тур получил восторженные отзывы музыкальных критиков, которые высоко оценили его как высококлассное зрелище, так и его «отточенный артистизм». Billboard назвал турне Eras Tour «обязательным к просмотру блокбастером года». Нил Маккормик из The Daily Telegraph, Кейран Саузерн из The Times, Эдриан Хортон из The Guardian, Келси Барнс из The Independent, Илана Каплан из i и Эрика Кэмпбелл из NME дали туру Eras полную пятизвёздочную оценку. Маккормик назвал шоу «одним из самых амбициозных, зрелищных и очаровательных стадионных поп-шоу, которые когда-либо видели», похвалив музыкальность, вокал и энергию Свифт. Саузерн объявил Eras Tour «гением поп-музыки на вершине своей игры». Хортон высоко оценил «восторженный» выбор музыки, концепцию, «экстравагантную» постановку, а также выносливость и вокал Свифт. Барнс отметил тур как «зрелище, определяющее карьеру» с номерами, отмечающими изменения в артистизме Свифт, а Каплан похвалил «непревзойдённое» шоуменство, «более острую» хореографию, стили лагеря и «плавные» переходы между номерами. Кэмпбелл высоко оценил сюжетный аспект шоу, связывающий все 10 номеров воедино, усиленный постановкой, кинематографической атмосферой и модой.
«Тейлор Свифт продолжает создавать легенду своего тура Eras Tour, неделя за неделей, город за городом, делая каждую ночь намного длиннее, диче, громче, ликующей, чем она должна быть. Ничто в истории не может сравниться с этим. Это её лучший тур за всю историю, с абсурдным отрывом. Это путешествие по её прошлому, в котором участвуют все разные Тейлоры, которыми она когда-либо была, что означает всех Тейлоров, которыми когда-либо были вы.»
Многогранность музыки, исполнения и визуального ряда шоу часто становилась предметом похвалы в рецензиях. Журналисты Ребекка Льюис и Карсон Млнарик из журнала Hello! и канала MTV, соответственно, высоко оценили присутствие Свифт на сцене и приверженность её артистизму; Льюис описала альтер эго Свифт во время тура как «кантри-инженю, поп-принцессу и фольклорную ведьму», в то время как Млнарик подтвердил, что визуальное оформление экрана оставалось верным эстетике каждого альбома. Критики The Week и Dallas Observer согласились, отметив «потрясающие» визуальные эффекты и «ослепительную» моду. Джейсон Липшутц, написавший обзор для Billboard, подчеркнул «мощный» вокал Свифт, увлекательные артистические образы и набор навыков. Джон Караманика из The New York Times отметил масштабность, амбициозность и представление всех музыкальных поворотов в карьере Свифт. Критик The Atlantic Спенсер Корнхабер похвалил художественное руководство шоу, напряжённость и последовательность номеров. Микаэль Вуд из Los Angeles Times назвал шоу «мастер-классом поп-амбиций», демонстрирующим диапазон Свифт.
По словам старшего редактора The New Yorker Тайлер Фоггатт, турне Eras Tour — это продукт понимания Свифт самой себя: турне «посвящено исключительно идее траектории — карьеры, музыкальной идентичности, жизни, — которая может быть прослежена от одной эпохи до другой».
Критики также высоко оценили продюсерскую ценность тура. Филип Косорес из Uproxx назвал его «самым впечатляющим стадионным шоу из когда-либо придуманных», нетипичным для поп- и рок-артистов. Мелисса Руджери из USA Today отметила, что ни один мейнстримный артист со времён Брюса Спрингстина не «впихивал столько музыки в одно шоу». Кристина Фуоко из Pollstar и Вайс Дэвид Арамеш из Rolling Stone согласились с тем, что турне — это «живая музыка в её наивысшем проявлении» и «постановочное зрелище высшего эшелона», высоко оценив шоуменство Свифт. Критик Spin Джонатан Коэн восхитился турне богатой сценографией, использованием «самых современных» технологий и предложением погрузиться во «всё более совершенное построение музыкального мира» Свифт. Он добавил, что артисты в расцвете сил очень редко представляют свою дискографию так, как это сделала Свифт. Крис Уиллман, написавший в Variety, считает, что «эпическое» шоу подводит итог тому, почему величайший автор поп-песен XXI века является и самым популярным исполнителем. Мелинда Шекелс из Consequence высоко оценила «нюансированный и интерпретирующий» подход к изображению альбомов Свифт, а также «огромный масштаб, артистизм и техническое мастерство» постановки. Аманда Петрусич из The New Yorker отметила интимную связь Свифт с аудиторией, несмотря на масштаб постановки тура: «Даже выступая на стадионе в семьдесят тысяч человек, певица, кажется, говорит прямо с вами, признаваясь в чём-то срочном».
Джон Брим из Star Tribune, критик посетивший более 8000 концертов и написавший четыре книги (о Принсе, Led Zeppelin, Ниле Даймонде и Бобе Дилане), побывав на концерте в Миннеаполисе, назвал его «самым фанатским концертом всех времён и народов», и также отметил, что гиперамбициозное шоу Eras Tour «станет выдающейся вехой в популярной музыке». А далее добавил: «Тейлор Элисон Свифт достигла немыслимой когда-то монокультуры, цейтнота битломании — за исключением того, что свифтимания (Swiftiemania) — это реакция на сильную женщину, а не на четырёх симпатичных парней — для миллениалов, представителей поколения Z и их родителей».
Обновленный тур, последовавший за выходом альбома The Tortured Poets Department, продолжал получать восторженные отзывы. Аннабель Ньюджент из The Independent и Фиона Шеперд из The Scotsman высоко оценили хореографию, современную постановку, выбор песен и неизменную энергию Свифт. Поэтому и статья Ньюджент названа «Эдинбург: Как получать дофамин в течение трех часов подряд». Маккормик из The Telegraph назвал шоу, достойное шести звезд и похожее на светский религиозный ритуал и заявил: «Нет никаких сомнений, что Тейлор Свифт сейчас лучшая в мире».
Музыкальный журналист Алексис Петридис описал тур в The Guardian как «удивительную, рискованную, странно интимную феерию», добавив, что не имеет смысла больше рецензировать тур, так как «все мыслимые детали уже были подробно рассмотрены и обсуждены».
Рецензии, опубликованные в газетах Berliner Zeitung и Süddeutsche Zeitung, хвалили Свифт за то, что, по их мнению, она обладает властным присутствием на сцене и харизмой, что редко встречается среди ее сверстников.

## Награды и номинации
The Eras Tour был номинирован в категории «Show of the Summer» (Шоу лета) на церемонии MTV Video Music Awards 2023 Awards и в итоге выиграл её.
| Год  | Церемония                       | Категория                                   | Результат | Ссылка          |
| ---- | ------------------------------- | ------------------------------------------- | --------- | --------------- |
| 2023 | MTV Video Music Awards          | Show of the Summer                          | Победа    | [ 164 ]         |
| 2023 | Guinness World Records          | Highest-grossing Music Tour                 | Победа    | [ 165 ]         |
| 2024 | People's Choice Awards          | The Concert Tour of the Year                | Победа    | [ 166 ]         |
| 2024 | Pollstar Awards                 | Major Tour of the Year                      | Победа    | [ 167 ] [ 168 ] |
| 2024 | Pollstar Awards                 | Pop Tour of the Year                        | Номинация | [ 167 ] [ 168 ] |
| 2024 | Pollstar Awards                 | Brand Partnership/Live Campaign of the Year | Победа    | [ 167 ] [ 168 ] |
| 2024 | Pollstar Awards                 | Support/Special Guest of the Year           | Номинация | [ 167 ] [ 168 ] |
| 2024 | Золотой глобус                  | Cinematic and Box Office Achievement        | Номинация | [ 169 ]         |
| 2024 | iHeartRadio Music Awards        | Favorite Tour Style                         | Победа    | [ 170 ]         |
| 2024 | iHeartRadio Music Awards        | Tour of the Year                            | Победа    | [ 171 ]         |
| 2024 | Nickelodeon Kids’ Choice Awards | Favorite Ticket of the Year                 | Победа    | [ 172 ]         |
| 2024 | MTV Millennial Awards           | Event of the Year                           | Номинация | [ 173 ]         |
| 2024 | MTV Europe Music Awards         | Best Live Act                               | Победа    | [ 174 ]         |
| 2025 | Pollstar Awards                 | Major Tour of the Year                      | Победа    | [ 175 ]         |
| 2025 | Pollstar Awards                 | Pop Tour of the Year                        | Номинация | [ 175 ]         |
| 2025 | Pollstar Awards                 | Support/Special Guest of the Year           | Номинация | [ 175 ]         |
| 2025 | iHeartRadio Music Awards        | Favorite Tour Style of the Year             | Победа    | [ 176 ] [ 177 ] |
| 2025 | iHeartRadio Music Awards        | Favourite Tour Tradition (22 hat)           | Номинация | [ 176 ] [ 177 ] |
| 2025 | iHeartRadio Music Awards        | Favourite Tour Tradition (Surprise songs)   | Победа    | [ 176 ] [ 177 ] |
| 2025 | iHeartRadio Music Awards        | Favourite Surprise Guest (Travis Kelce)     | Победа    | [ 176 ] [ 177 ] |
| 2025 | iHeartRadio Music Awards        | Tour of the Century                         | Победа    | [ 176 ] [ 177 ] |

## Коммерческий успех

### Прогнозы
По прогнозам Variety, Eras Tour превзойдёт по сборам Reputation Stadium Tour, который в настоящее время удерживает рекорд самого кассового тура в США, собрав 266 100 000 долларов США за 38 концертов; Eras Tour уже расширился до 52 концертов. Однако Variety отметила, что «установить рекорд валового сбора для международных гастролей может быть сложнее», поскольку рекорд принадлежит английскому автору-исполнителю Эду Ширану с его туром ÷ Tour (2017—19), который состоял из 255 дат. Пятиконцертный тур Свифт на стадионе SoFi Stadium в Лос-Анджелесе также может собрать самый высокий кассовый сбор на одной площадке в США. Она может побить рекорд SoFi Stadium, установленный четырьмя концертами южнокорейской бой-группы BTS в 2022 году, который принёс 33,3 миллиона долларов, и рекорд всех времён в США, принадлежащий 10-ночному выступлению Брюса Спрингстина на Giants Stadium в 2003 году, который принёс 38,7 млн долларов. После разногласий с Ticketmaster, Pollstar прогнозировал, что Свифт соберёт 728 млн долларов за 52 концерта в США и «умопомрачительный миллиард долларов» на международном уровне, превзойдя рекорд Ширана с менее чем половиной концертов его тура; это станет первым в истории туром с миллиардной суммой. В июне 2023 года Wall Street Journal сообщил, что тур «Eras Tour» «на пути к тому, чтобы стать крупнейшим в истории концертов, с потенциальным валовым сбором более 1 миллиарда долларов». Консервативные оценки «Pollstar» спрогнозировали валовой сбор в размере $1,4 млрд. Bloomberg News сообщает, что средний валовой сбор с одного концерта на американском этапе составляет 13 миллионов долларов.

### Предпродажа
Только в первый день предварительной продажи билетов на концерт Eras Tour было продано более 2,4 миллиона, побив рекорд по количеству проданных билетов на концерт одного артиста за один день. Ранее этот рекорд принадлежал Робби Уильямсу, который продал 1,6 миллиона билетов на свой тур Close Encounters Tour в 2005 году. 15 декабря Billboard сообщил, что тур Eras Tour уже собрал 554 миллиона долларов, и, по прогнозам, американская часть тура завершится с 591 миллионом долларов, превзойдя прежний абсолютный женский рекорд, установленный туром Мадонны Sticky & Sweet Tour (407 миллионов долларов) в 2008—2009 годах.

### Продажи
Стадион Метлайф-стэдиум (MetLife) назвал её «самой успешной артисткой № 1» ("#1 best-selling artist) всех времён после завершения третьего концерта тура в Ист-Ратерфорде, который стал 100-м концертом в истории стадиона: «Спасибо 72 802 свифтистам, собравшимся здесь сегодня вечером, и 217 625 поклонникам за 3 ночи».
По данным Forbes, по состоянию на август 2023 года турне Eras Tour принесло 780 млн долларов от 56 выступлений, став самым кассовым женским туром и вторым по величине кассовым туром всех времен, уступая только туру Элтона Джона Farewell Yellow Brick Road в 2018—2023 годах.
В декабре 2023 года, хотя команда Свифт и заявила, что все кассовые сборы будут официально опубликованы, даже когда тур закончится, Pollstar сообщил о том, что в том году сборы от 60 концертов составили $1 039 263 762, что сделало Eras Tour самым кассовым концертным туром в истории и первым, достигшим отметки в $1 миллиард.
В июне 2024 года BBC подсчитала, что за всё время тура было продано 11 миллионов билетов.
К началу октября 2024 года тур заработал 1,93 миллиарда долларов (за 121 шоу)
После завершения тура в декабре 2024 года The New York Times опубликовала первый официальный отчет о валовых сборах, подтвержденный Taylor Swift Touring, продюсерской компанией Свифт. Издание сообщило, что валовой сбор от тура составил 2,07 миллиарда долларов при посещаемости 10,1 миллиона человек.

## Спин-офф
В качестве  туру сопутствовали музыкальные релизы, документальный фильм Taylor Swift: The Eras Tour и фотокнига Taylor Swift: The Eras Tour Book, установившие несколько рекордов.

### Музыкальные релизы
В ходе тура Свифт представила различные музыкальные работы. В день первого концерта Свифт выпустила четыре песни в честь начала тура: перезаписи песен «Eyes Open (Taylor’s Version)» и «Safe & Sound (Taylor’s Version)», изначально взятые из The Hunger Games: Songs from District 12 and Beyond, саундтрека фильма 2012 года Голодные игры; «If This Was a Movie (Taylor’s Version)», перезапись одного из делюкс-треков с альбома Speak Now (2010); и «All of the Girls You Loved Before», ранее не издававшаяся песня с альбома Lover, которая просочилась в интернет.
Во время тура Eras было выпущено специальное CD-издание Midnights с подзаголовком The Late Night Edition. Его можно было приобрести только лично в киосках на некоторых концертах тура, начиная с концерта в Ист-Ратерфорде, штат Нью-Джерси, 26 мая 2023 года. Он содержал исключительно новый бонус-трек «You’re Losing Me», который стал «хищно ожидаемым»; по сообщению Variety, «фанаты так стремились заполучить диск», что на стадионе образовались очереди за день до открытия магазина товаров.
5 мая 2023 года на первом шоу тура в Нашвилле Свифт анонсировала свой третий перезаписанный альбом Speak Now (Taylor’s Version) и дату его выхода — 7 июля 2023 года. Во время тура также состоялась премьера двух музыкальных видеоклипов, автором и режиссёром которых была она сама. Премьера клипов на песни «Karma» с участием американской рэперши Ice Spice и «I Can See You» состоялась перед акустическим сетом на первом концерте в Ист-Ратерфорде и первом концерте в Канзас-Сити соответственно.
9 августа 2023 года на последнем концерте в Лос-Анджелесе Свифт объявила 1989 (Taylor’s Version) своим следующим перезаписанным альбомом, выход которого намечен на 27 октября 2023 года, ровно через девять лет после выхода оригинального альбома 1989. 3 ноября 2023 года издание Hits сообщило, что ведутся переговоры о выпуске концертного альбома тура.
16 февраля 2024 года на первом шоу в Мельбурне Свифт анонсировала второй вариант своего одиннадцатого студийного альбома The Tortured Poets Department с бонус-треком под названием «The Bolter». 23 февраля 2024 года на первом шоу в Сиднее Свифт анонсировала ещё один вариант альбома, с бонус-треком под названием «The Albatross».
20 августа 2024 года Свифт представила видеоклип на песню «I Can Do It with a Broken Heart» после того, как закончила выступление и покинула сцену в конце восьмого шоу в Лондоне. В видео представлены кадры выступлений в туре, репетиций, зрителей и закулисных моментов..

### Фильм
13 октября 2023 года Свифт выпустила концертный фильм собственного производства «Taylor Swift: The Eras Tour», снятый режиссёром Сэмом Вренчем. Певица напрямую сотрудничала с кинотеатрами, а не с крупной киностудией для распространения и показа фильма, что стало беспрецедентным шагом. «Taylor Swift: The Eras Tour» стал самым кассовым концертным фильмом всех времён.

### Книга
15 октября 2024 года Свифт объявила на шоу Good Morning America, что она выпускает The Eras Tour Book эксклюзивно в магазинах Target в Чёрную пятницу (традиционный рождественский день распродаж в конце ноября). Названная официальной ретроспективой тура, эта 256-страничная книга крупного формата содержит более 500 фотографий со сцены и за сценой, а также личные размышления и заметки Свифт. С выходом этой книги Свифт дала старт собственному издательству Taylor Swift Publications.
Taylor Swift: The Eras Tour Book была выпущена эксклюзивно в магазинах Target в Черную пятницу 29 ноября 2024 года. По данным Circana BookScan, за первые два дня продаж было продано 814 000 экземпляров. Это стало вторым результатом по количеству проданных книг за одну отчетную неделю с 2001 года после книги Барака Обамы «Земля обетованная» (2020). С продажами более миллиона экземпляров за первую неделю только в США, книга стала бестселлером 2024 года.

## Влияние
Турне Eras Tour оказало влияние на музыкальную индустрию, интернет, массовую культуру и экономику различных городов и штатов. Согласно «Pollstar», тур «[не просто вошёл] в более широкий дискурс, но, во многих отношениях, его притяжение настолько внушительно, что тур и всё, что попало в его орбиту, управляет дискурсом». Тур был назван одним из самых ярких культурных явлений XXI века, который часто сравнивали с битломанией 1960-х годов. «Единственное, с чем я могу это сравнить, — это феномен битломании», — сказал Билли Джоэл, который посетил концерт Свифт в Тампе (штат Флорида) вместе с женой и маленькими дочерьми.
Большое количество фанатов, не имевших билетов на тур Eras Tour, собирались у стадионов, чтобы послушать выступление Свифт, это явление некоторые СМИ назвали «Taylor Swift mania» (по аналогии с Битломанией) или «Taylor-gating» (вечеринка у багажника автомобиля на парковке стадиона). На концертах в Филадельфии каждый вечер вокруг стадиона собиралось около 20 000 фанатов без билетов. 26 мая 2023 года полиция штата Нью-Джерси выпустила предупреждение, прося фанатов без билетов не собираться у концертной площадки в Ист-Ратерфорде.
По мнению Business Insider, «Свифт легко стала самой доминирующей культурной силой 2023 года, а тур Eras стал определяющим событием поп-культуры 2023 года». The Independent и Hindustan Times назвали год «2023 (Taylor’s Version)».

### Музыкальные чарты
После первых концертов Eras Tour пять альбомов Свифт вошли в топ-40 чарта альбомов Великобритании (UK Albums Chart). Billboard сообщил, что вся дискография Свифт выросла в ежедневных потоках, особенно песни из сет-листа; семь её альбомов впоследствии вновь вошли в топ-40 чарта Billboard 200, что сделало Свифт первой из ныне живущих артистов, которому удалось это сделать. Спустя несколько недель Свифт стала первым музыкантом в истории у кого одновременно 8 альбомов находилось в Топ-40 и девять в Топ-50.
Эндрю Унтербергер из Billboard написал, что «действительно беспрецедентная вещь» в воздействии Eras Tour на стриминг заключается в том, что «первоначальный толчок не начал отступать обратно в своё обычное море через неделю или две (как в случае с артистами, нежели Свифт) — он продолжал расти. И расти». Он сообщил, что даже на десятой неделе тура дискография Свифт увеличилась на 79 % по сравнению с тем, что было до тура, и еженедельно набирает «на сотни миллионов больше потоков».
После начала продажи билетов в Австралии в июне 2023 года Свифт отметилась шестью альбомами в топ-10 ARIA Charts, став первой исполнительницей, занявшей всю первую пятёрку, и девятью в топ-50, а также 13 песнями в топ-50.

### Популярная культура
Автор The New York Times Бен Сисарио назвал Eras Tour «культурным джаггернаутом» («cultural juggernaut»).
Академия звукозаписи США назвала Eras Tour «самым легендарным для поколения [Свифт]», подчеркнув, что «трудно представить, что какой-либо другой тур в этом году окажет такое же большое культурное влияние, как Eras Tour». Тур стал феноменом социальных сетей. По мнению Хортон, он превратился в «массовый культурный момент», породив «непрекращающийся шум» и «огромный, постоянно расширяющийся цифровой мир клипов, реакций, прямых трансляций, разборов и анализа»; таким образом, помимо выступлений Свифт, мифология, сплетни о знаменитостях и фанатская культура, окружавшие тур, определяли новостные циклы, расширяя «Свифтовский мир и ещё больше растворяя его границы со всем остальным». Она описала Eras Tour как «не столько серию концертов, сколько непрерывное, разрастающееся, интерактивное и постоянно меняющееся реалити-шоу, в котором каждую неделю появляются новые главы». Журналист Кейт Линдси в Substack назвала тур «пост-реалити-шоу»
. Тур постоянно освещался в средствах массовой информации, в нём приняли участие многие знаменитости из разных областей, в результате чего Billboard назвал Eras Tour «поистине эпическим событием».
Критики Billboard согласились с тем, что Свифт доминировала в 2023 году в коммерческом и культурном плане, а некоторые из них высказали мнение, что постоянный успех Midnights, затем турне Eras Tour и предстоящий в июле 2023 года выход альбома Свифт Speak Now (Taylor’s Version) могут снова «перегрузить» Свифт.
Журналист The Guardian Дэйв Симпсон написал, что сет-лист Eras Tour из 44 песен может увеличить спрос на «более длинные» концерты и может «вызвать гонку вооружений сет-листов, когда артисты будут сражаться за то, чтобы играть дольше друг друга». Он считает, что «It’s All a Blur Tour», предстоящий совместный хедлайнерский тур рэперов Дрейка и 21 Savage, был вдохновлён концепцией Eras Tour, а рекламный плакат первого изображал «ретроспективу карьеры», подобную второму. Rolling Stone далее отметил влияние тура Свифт на предстоящее турне Jonas Brothers, в ходе которого они будут исполнять «пять альбомов каждый вечер».
Тайлер Фоггатт, старший редактор The New Yorker, написала, что Eras Tour превратил «футбольный стадион, обычно являющийся центром мужской агрессии, в святилище ликующей женственности». Он сравнил его с Женским маршем 2017 года, хотя упомянул, что вместо пуссихэтов (розовых шляпок или кепок без ободка) были блёстки, а в туре участвовало «вероятно, столько же мужчин-союзников».

### Экономика
Журналисты и промышленники отметили, что Eras Tour способствовал росту экономики и местного бизнеса в городах, включённых в тур.
Влияние Eras Tour выходит за рамки продажи билетов и товаров, оказывая влияние на экономику всех мест его остановки. USA Today назвал Eras Tour «исторически монументальным событием»; его беспрецедентные продажи билетов представляют собой «шок спроса в США после COVID», по мнению Bloomberg L.P.. В городах, где он побывал, тур увеличил доходы местного бизнеса и туризма на миллионы долларов. Две даты тура в Лас-Вегасе подняли туризм в городе на «допандемический уровень».
Маркетинговая фирма Visit Tampa Bay подсчитала, что три концерта во Флориде принесли 730 000 долларов в виде налогов.
Vogue отметил влияние тура на моду в социальных сетях, которая раньше была явлением только музыкальных фестивалей, таких как Коачелла.
По данным Houston First Corporation, распроданный концерт Свифт на три ночи на Эн-ар-джи Стэдиум привёл к тому, что в 2023 году в Хьюстоне была самая высокая неделя доходов от гостиниц. За несколько дней до начала концертов Eras Tour в Фоксборо (штат Массачусетс) в близлежащем Бостоне были распроданы все гостиничные номера, заказаны столики в ресторанах и билеты на поезд. В дни тура в Чикаго была отмечена самая высокая заполняемость отелей за всю историю города. По данным Booking.com, средние цены на гостиничные номера в Питтсбурге, Миннеаполисе и Канзас-Сити выросли в три-пять раз в преддверии турне; заполняемость гостиниц в округе Аллегени, штат Пенсильвания, приблизилась к 100 %, а платформы бронирования потерпели крах из-за веб-трафика. После того, как Свифт объявила даты тура по Великобритании и Европе из 25 отелей в столице Шотландии Эдинбурге, 22 уже были полностью забронированы на 7 и 8 июня, когда Свифт будет в городе.
Свифт жертвовала средства в благотворительные продовольственные банки на каждой остановке тура Eras Tour и напрямую нанимала сотрудников различных местных предприятий.
CNN назвал Свифт «спасительницей общественного транспорта», сообщив, что транспортные агентства по всей США получили «столь необходимый» постпандемический толчок благодаря фанатам, пользующимся метро, автобусами и поездами, чтобы добраться до концертных площадок и обратно.
Заказы на авиабилеты в Австралию и внутри Австралии достигли пика в период проведения тура, особенно прибытия из Новой Зеландии и Южной Кореи. Air New Zealand объявила о новых рейсах из Окленда, Веллингтона и Крайстчерча в Сидней и Мельбурн. Philippine Airlines рекламировала рейсы в Токио, Сидней, Мельбурн и Сингапур.
Тур увеличил спрос на одежду, такую как «металлические» сапоги и платья с блёстками. По данным CNN, розничные продавцы одежды и одежды по всему США «тщательно» продвигают свои товары, чтобы активно ориентироваться на посетителей тура Eras Tour. Такие компании, как Altar’d State, Bipty и Hazel & Olive, создали отдельный раздел товаров, вдохновлённых Свифт и её эпохами. Продажи сапоги со стразами и ковбойские шляпы также резко возросли, что помогло Hazel & Olive достичь «самого большого продаж в этом году».
Согласно опросу, проведённому компанией QuestionPro, специализирующейся на онлайн-исследованиях, около 58 % посетителей Eras Tour находятся в возрасте 35—64 лет. 37 % — в возрасте 18—34 лет, и менее 5 % — моложе 18 лет. По оценкам компании, экономическая оценка тура составила 5 миллиардов долларов, что превышает ВВП 50 стран.
По данным делового журнала Fortune', фанаты потратили в среднем 1300 долларов на билеты, проезд и одежду, чтобы посетить тур, что означает, что Eras Tour может собрать 4,6 миллиарда долларов потребительских расходов в США. Свифт зарабатывает от 11 до 12 миллионов долларов с каждого концерта тура.

### Посвящения

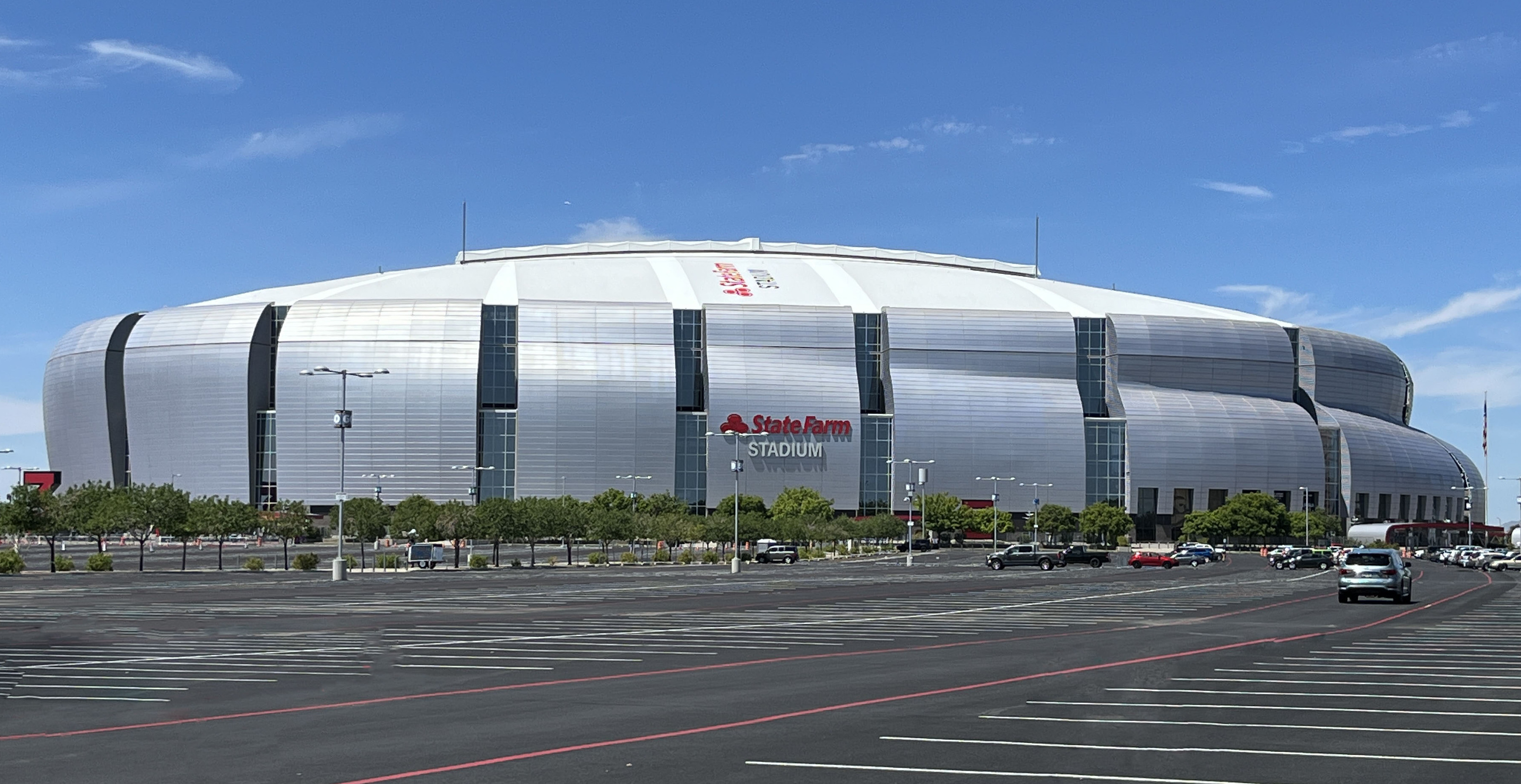
На стадионе State Farm Stadium в Глендейле, штат Аризона, состоялось первое шоу тура. В честь тура Глендейл переименовали в Свифт-Сити (Swift City)

Города, которые посетил Eras Tour, по-разному чествовали Свифт:
- Глендейл временно изменил своё название с 17 по 18 марта, так как в нём проходили первые концерты Eras Tour. Мэр Джерри Вайерс объявил «символическое» название — Swift City («Город Свифт») — 13 марта[276]. Развлекательный район Вестгейт, многофункциональный комплекс в Глендейле, вывесил приветственные сообщения, а местные рестораны предложили блюда на тему Свифт[277][278][279].
- В Лас-Вегасе каждую ночь до 25 марта на Gateway Arches на бульваре Лас-Вегас демонстрировались световые шоу, вдохновлённые цветовой палитрой Eras Tour[280].
- 30 марта Арлингтон, штат Техас, переименовал Randol Mill Road, улицу возле стадиона «AT&T», в Taylor Swift Way. Мэр Джим Росс объявил 31 марта — 2 апреля «Taylor Swift Weekend» («выходными Тейлор Свифт»), во время которых стальные скульптуры у здания мэрии Арлингтона были подсвечены красным цветом; Свифт также был вручён ключ от города[281][282]. Кроме того, 30 марта Арлингтонский музей искусств объявил, что в нём будет организована выставка, исследующая «развивающееся, расширяющее границы» творчество Свифт, включающая костюмы, фотографии и концертные видео из эпох её альбомов. Выставка под названием The Eras Tour Collection продлится со 2 июня по 24 сентября 2023 года[283].
- Тампа, штат Флорида, подарила Свифт ключ от города; мэр Джейн Кастор пригласила Свифт стать почётным мэром города на один день. Tampa City Hall, Tampa Riverwalk и мосты в центре города будут подсвечены красным цветом[284]. Округ Хиллсборо временно изменил своё название на Swiftsborough[285].
- Хьюстон осветил здание мэрии лавандовым цветом в знак «Lavender Haze»[286], отпраздновал «Taylor Swift | The Eras Tour weekend» и переименовал стадион Эн-ар-джи Стэдиум (NRG Stadium) в стадион NRG Stadium (Taylor’s Version) с 21 по 23 апреля, согласно постановлению судьи округа Харрис Лины Идальго[287][288].
- В Атланте, штат Джорджия, компания Georgia’s Own Credit Union приветствовала Свифт большим знаком «Добро пожаловать в A-TAY-L», вывешенным на здании их небоскрёба[289]. Город Тейлорсвилл (Джорджия)[англ.], объявил 28 апреля 2023 года «Днём Тейлор Свифт» (Taylor Swift Day) и подарил Свифт ключ от города после её трёх полностью распроданных концертов на стадионе Мерседес-Бенц Стэдиум[290].
- В Нашвилле, штат Теннесси, Зал славы и музей кантри открыл выставку под названием «Через эпохи Тейлор Свифт», на которой представлены оригинальные наряды из каждой эпохи альбомов в течение мая 2023 года[291].
- Нью-Йоркский Музей искусств и дизайна[англ.] объявил об открытии 3 мая выставки под названием «Taylor Swift: Storyteller», описав её как «охватывающий всю карьеру взгляд на художественные изобретения [Свифт]»; она будет открыта с 20 мая, перед концертами Свифт в Ист-Ратерфорде, по 4 сентября[292][293].
- В Питтсбурге мэр Эд Гейни переименовал город в «Свифтсбург» (Swiftsburgh) на предстоящий концертный уик-энд[294].
- Миннеаполис переименовал себя в «Свифтиаполис» («Swiftieapolis») на 23 июня[295].
- Законодатели штата Огайо внесли резолюцию о назначении 1 июля «Днём Тейлор Свифт» («Taylor Swift Day») в честь её концертов в Цинциннати[296].
- Северный Канзас-Сити[англ.] (округ Клей) переименовал улицу Свифт в Swift Street (Taylor’s Version), или улицу Свифт (версия Тейлор) на две недели в честь концертов на стадионе Эрроухед Стэдиум[297].
- Новозеландская авиакомпания Air New Zealand добавила больше мест для участников тура в Австралии, переименовав один из рейсов в «NZ1989»[298].
- В Варшаве (Польша) Национальный стадион (PGE Narodowy) осветил свой фасад именем Свифт («Taylor Swift») после объявления европейского этапа тура 20 июня[299].
- Департамент природных ресурсов штата Вашингтон присвоил Свифт звание «Почётного геолога» за то, что она «способствовал повышению осведомлённости о геологических эпохах Земли, перенеся Eras Tour на Землю»[300].
- В Сиэтле на башне Спейс-Нидл появились украшения в виде браслетов дружбы, вдохновлённые этой тенденцией среди посетителей концертов[301]
- Санта-Клара переименовала себя в Swiftie Clara и провозгласила Свифт почётным мэром на время уик-энда[302].
- Стокгольм в мае 2024 года на время концертов Свифт переименовал себя в «Свифтгольм» (Swiftholm) вслед за Глендейл—"Swift City", Миннеаполис—"Swiftie-apolis" и Santa Clara—"Swiftie Clara"[303].
- Гельзенкирхен был временно переименован в «Свифткирхен» (Swiftkirchen) мэром Karin Welge в честь шоу Свифт в этом городе[304].

## Инциденты

### Землетрясение
Во время всех концертов в Сиэтле Свифт вместе со своими поклонниками создавала достаточно шума, чтобы вызвать сейсмическую активность, эквивалентную землетрясению магнитудой 2,3, получившему название «Свифтотрясение» (Swift Quake), которое оказалось сильнее, чем «Звериное землетрясение» (Beast Quake). Один из поклонников отметил, что «Вы буквально чувствовали, как земля дрожит под ногами».

### Охранник и «Bad Blood»
Во время второго концерта в Филадельфии Свифт во время исполнения песни «Bad Blood» отчитала охранника за то, что он якобы приставал к группе фанатов за «касание поручней и танцы». В результате группе фанатов были предоставлены бесплатные билеты на другое шоу, а инцидент получил распространение на TikTok.

### Очереди, жара и запрет на бутылки с водой в Бразилии
11 июня 2023 года у касс в Рио-де-Жанейро и Сан-Паулу произошли беспорядки: спекулянты (скальперы), некоторые из которых были вооружены, пытались прорваться без очереди, в том числе некоторые вооруженные скальперы угрожали насилием, пока не вмешалась полиция. Агентство, ответственное за турне в Бразилии, T4F — Time For Fun (T4F), более 100 раз получало сообщения от властей о своем бездействии. 20 июня федеральные законодатели Бразилии представили «Закон Тейлор Свифт» («Taylor Swift Law»), предусматривающий наказание для спекулянтов в виде лишения свободы на срок до четырёх лет и штрафа в размере до 100-кратной стоимости билета.
17 ноября 2023 года, перед началом первого концерта в Рио-де-Жанейро и первого шоу тура в Бразилии, T4F запретила посетителям концерта проносить свои бутылки с водой на территорию концертного зала из соображений безопасности. По имеющимся данным, это был один из самых жарких дней в Рио-де-Жанейро, когда температура воздуха составила 59,3 °C. На видео, размещенных поклонниками в социальных сетях, видно, как тысячи зрителей, стоящих в очереди на концерт, часами ждут на солнце, прежде чем попасть на стадион; Свифт и её команда организовали и раздали толпе бутылки с водой. Однако, после концерта стало известно, что одна из посетительниц стадиона, Ана Клара Беневидес, скончалась, когда её везли в больницу, после того как она потеряла сознание в первые минуты выступления Свифт. После этой новости T4F подвергся широкой критике со стороны поклонников и политиков. Несколько поклонников утверждали, что организаторы стадиона «отказались» предоставить посетителям воду; по факту инцидента было возбуждено уголовное дело. Причиной смерти Беневидес стала остановка сердца.
Свифт выразила скорбь по поводу смерти Беневидес в социальных сетях. Министр юстиции Бразилии Флавио Дино написал в Твиттере, что впредь министерство будет вводить «чрезвычайные правила» в отношении доступа к воде на массовых мероприятиях. Мэр Рио-де-Жанейро Эдуардо Паес заявил, что от T4F потребуют «обеспечить новые пункты раздачи воды и больше машин скорой помощи, а также перенести вход на один час вперед». Конгрессмен Эрика Хилтон подала жалобу на T4F в министерство и внесла законопроект, предусматривающий обязательное предоставление бесплатной воды на концертах и наказание компаний, запрещающих ставить бутылки с водой на площадках. Свифт перенесла концерт, запланированный на 18 ноября, на 20 ноября, сославшись на небезопасные условия из-за сильной жары.

### Угрозы ИГИЛ и отмена концертов в Вене
7 августа власти предотвратили заговор Исламского государства (ИГИЛ) с целью нападения на три концерта Свифт в Вене (Австрия). Полиция арестовала трех человек — 17-летнего, 18-летнего и 19-летнего, которые были «радикализированы в Интернете» — со связями с ИГИЛ. Первоначально директор службы общественной безопасности Австрии Франц Руф заявил, что концерты пройдут по расписанию, но будут приняты дополнительные меры безопасности для предотвращения оставшихся угроз, ожидая, что каждый день на концерт будут приходить более 65 000 поклонников и еще 20 000 — за пределами концертного зала. Однако позже в тот же день организатор мероприятия Barracuda Music объявил, что все три концерта будут отменены, а билеты возвращены после получения подтверждения от правительства Австрии] о тщательно разработанном террористическом плане. 8 августа большие группы фанатов, приехавших в Вену на концерты, собрались в общественных местах, чтобы спеть и отпраздновать музыку Свифт в качестве альтернативы отмененным шоу. С разрешения Свифт австрийская общественная телекомпания ORF бесплатно показала 10 августа концертный фильм Taylor Swift: The Eras Tour. На следующих концертах в Лондоне также была усилена охрана.

## Филантропия
Свифт жертвовала средства в продовольственные банки на каждой остановке тура Eras, как сообщали соответствующие организации и для удовлетворения ежедневных потребностей команды использовались исключительно местные предприятия. По окончании первого американского тура Свифт выплатила всей своей гастрольной команде «беспрецедентные» бонусы на общую сумму более 55 миллионов долларов, включая 100 000 долларов каждому из 50 водителей грузовиков, участвовавших в перевозке декораций и съемочного оборудования.
К концу тура Свифт выплатила своей команде 197 миллионов долларов в виде бонусов. Их получили не только музыканты и танцоры, но и все, кто работал в ее туре, включая водителей грузовиков, техников по инструментам, мерч-команду, осветителей, звукооператоров, продюсеров и ассистентов, поставщики питания, плотников, охрану, хореографов, пиротехников, такелажников, парикмахеров, гримеров, гардеробщиков, физиотерапевтов и видеокоманду.
Также сообщается, что Свифт приобрела более чем в два раза больше углеродных кредитов, чем требовалось для компенсации выбросов, вызванных ее поездками во время тура. В октябре 2023 года Свифт пожертвовала билеты на Eras Tour в фонд Rare Impact Fund, благотворительную инициативу и инициативу по повышению осведомленности о психическом здоровье косметической компании американской певицы Селены Гомес Rare Beauty. Билеты были проданы на аукционе за 15 000 долларов и стали «самым большим лотом мероприятия». 27 апреля 2024 года четыре билета на Eras Tour собрали на аукционе 80 000 долларов на гала-вечере в пользу The Mahomies Foundation, благотворительного фонда игрока в американский футбол Патрика Махоумса.

## Сет-лист

### Март 2023 — май 2024
Это сет-лист первого концерта тура (17 марта 2023 года в Глендейле) и не претендует на то, чтобы представлять все концерты тура.
1. «Miss Americana & the Heartbreak Prince»
2. «Cruel Summer»
3. «The Man»
4. «You Need to Calm Down»
5. «Lover»
6. «The Archer»

Act II: Fearless
1. «Fearless»
2. «You Belong With Me»
3. «Love Story»

Act III: Evermore
1. «'Tis the Damn Season» / «No Body, No Crime»[g]
2. «Willow»
3. «Marjorie»
4. «Champagne Problems»
5. «Tolerate It»

Act IV: Reputation
1. «...Ready for It?»
2. «Delicate»
3. «Don’t Blame Me»
4. «Look What You Made Me Do»

Act V: Speak Now
1. «Enchanted»[h]

Act VI: Red
1. «22»
2. «We Are Never Ever Getting Back Together»
3. «I Knew You Were Trouble»
4. «All Too Well (10 Minute Version)»

Act VII: Folklore
1. «Seven» (spoken interlude) / «Invisible String»[i]
2. «Betty»
3. «The Last Great American Dynasty»
4. «August»
5. «Illicit Affairs»
6. «My Tears Ricochet»
7. «Cardigan»

Act VIII: 1989
1. «Style»
2. «Blank Space»
3. «Shake It Off»
4. «Wildest Dreams»
5. «Bad Blood»

Act IX: Acoustic set
1. Песня-сюрприз (гитара)
2. Песня-сюрприз (фортепиано)

Act X: Midnights
1. «Lavender Haze»
2. «Anti-Hero»
3. «Midnight Rain»
4. «Vigilante Shit»
5. «Bejeweled»
6. «Mastermind»
7. «Karma»

### Май — декабрь 2024
Следующий сет-лист взят с концерта 9 мая 2024 года в Нантере (Париж, Франция).
| Act I — Lover 1. «Miss Americana & the Heartbreak Prince» 2. «Cruel Summer» 3. «The Man» 4. «You Need to Calm Down» 5. «Lover» Act II — Fearless 1. «Fearless» 2. «You Belong with Me» 3. «Love Story» Act III — Red 1. «22» 2. «We Are Never Ever Getting Back Together» 3. «I Knew You Were Trouble» 4. «All Too Well (10 Minute Version)» Act IV — Speak Now 1. «Enchanted» | Act V — Reputation 1. «…Ready for It?» 2. «Delicate» 3. «Don’t Blame Me» 4. «Look What You Made Me Do» Act VI — Folklore & Evermore 1. «Cardigan» 2. «Betty» 3. «Champagne Problems» 4. «August» 5. «Illicit Affairs» 6. «My Tears Ricochet» 7. «Marjorie» 8. «Willow» Act VII — 1989 1. «Style» 2. «Blank Space» 3. «Shake It Off» 4. «Wildest Dreams» 5. «Bad Blood» | Act VIII — The Tortured Poets Department 1. «But Daddy I Love Him» / «So High School» 2. «Who’s Afraid of Little Old Me?» 3. «Down Bad» 4. «Fortnight» 5. «The Smallest Man Who Ever Lived» 6. «I Can Do It with a Broken Heart» Act IX — Acoustic Set 1. Песня-сюрприз (гитара) 2. Песня-сюрприз (фортепиано) Act X — Midnights 1. «Lavender Haze» 2. «Anti-Hero» 3. «Midnight Rain» 4. «Vigilante Shit» 5. «Bejeweled» 6. «Mastermind» 7. «Karma» |

### Песни-сюрпризы
Свифт исполнила две композиции в качестве «песен-сюрпризов» в девятом акте — первую на акустической гитаре, а вторую на фортепиано, причём на каждом концерте выбор песен был разным.
На третьем концерте в Фоксборо 21 мая Свифт исполнила обе песни-сюрпризы на акустической гитаре из-за технических трудностей с фортепиано, вызванных дождём предыдущей ночью.
На первом шоу в Ист-Ратерфорде перед первой песней-сюрпризом Свифт презентовала клип на песню «Karma» с участием Ice Spice. Ice Spice позже исполнила песню «Karma» в качестве специального гостя вместе со Свифт в финале всех трёх концертов в Ист-Ратерфорде.
На втором концерте в Цинциннати 1 июля Свифт исполнила песню «I Miss You, I’m Sorry» на акустической гитаре вместе с Грэйси Абрамс на фортепиано между первой и второй песнями-сюрпризами.
На первом концерте в Канзас-Сити (7 июля 2023 года) в честь выхода альбома Speak Now (Taylor's Version), Свифт после «Enchanted» исполнила акустическую версию песни «Long Live» на той же гитаре с рыбками кои, которую она использовала во время Speak Now World Tour. Перед первой песней-сюрпризом состоялась премьера клипа на песню «I Can See You», на сцену вышли члены актёрского состава Тейлор Лотнер, Джоуи Кинг и Пресли Кэш.
На восьмом концерте в Лондоне 20 августа 2024 года и на всех трёх в Майами 18—20 октября Свифт впервые исполнила песню «Florida!!!» вместе с Флоренс Уэлч из Florence and the Machine после «So High School».

#### 2023
- 17 марта — Глендейл : «Mirrorball» (Folklore) и «Tim McGraw» (Taylor Swift)
- 18 марта — Глендейл : «This Is Me Trying» (Folklore) и «State of Grace» (Red)[359]
- 24 марта — Лас-Вегас: «Our Song» (Taylor Swift) и «Snow on the Beach» (Midnights)
- 25 марта — Лас-Вегас: «Cowboy like Me» (Evermore) с участием гостя Маркуса Мамфорда[360] и «White Horse» (Fearless)
- 31 марта — Арлингтон: «Sad Beautiful Tragic» (Red) и «Ours» (Speak Now)
- 1 апреля — Арлингтон: «Death by a Thousand Cuts» (Lover) и «Clean» (1989)
- 2 апреля — Арлингтон: «Jump Then Fall» (Fearless) и «The Lucky One» (Red)
- 13 апреля — Тампа: «Speak Now» (Speak Now) и «Treacherous» (Red)
- 14 апреля — Тампа: «The Great War» (с участием Аарона Десснера) (Midnights) и «You’re On Your Own, Kid» (Midnights)
- 15 апреля — Тампа: «Mad Woman» (с участием Десснера) (Folklore) и «Mean» (Speak Now)
- 21 апреля — Хьюстон: «Wonderland» (1989) и «You’re Not Sorry» (Fearless)
- 22 апреля — Хьюстон: «A Place in This World» (Taylor Swift) и «Today Was a Fairytale» (Valentine’s Day)
- 23 апреля — Хьюстон: «Begin Again» (Red) и «Cold as You» (Taylor Swift)
- 28 апреля — Атланта: «The Other Side of the Door» (Fearless (Taylor’s Version)) и «Coney Island» (Evermore)
- 29 апреля — Атланта: «High Infidelity» (Midnights) и «Gorgeous» (Reputation)
- 30 апреля — Атланта: «I Bet You Think About Me» (Red (Taylor’s Version)) и «How You Get the Girl» (1989)
- 5 мая — Нашвилл: «Sparks Fly» (Speak Now) и «Teardrops on My Guitar» (Taylor Swift)
- 6 мая — Нашвилл: «Out of the Woods» (1989) и «Fifteen» (Fearless)
- 7 мая — Нашвилл: «Would’ve, Could’ve, Should’ve» (с участием Аарона Десснера) (Midnights) и «Mine» (Speak Now)
- 12 мая — Филадельфия: «Gold Rush» (Evermore) и «Come Back… Be Here» (Red)
- 13 мая — Филадельфия: «Forever & Always» (Fearless) и «This Love» (1989)
- 14 мая — Филадельфия: «Hey Stephen» (Fearless) и «The Best Day» (Fearless)
- 19 мая — Фоксборо: «Should’ve Said No» (Taylor Swift) и «Better Man» (Red (TV))
- 20 мая — Фоксборо: «Question…?» (Midnights) и «Invisible» (Taylor Swift)
- 21 мая — Фоксборо: «I Think He Knows» (Lover) и «Red» (Red)[k]
- 26 мая — Ист-Ратерфорд: «Getaway Car» (Reputation) (с участием Джека Антоноффа) и «Maroon» (Midnights)
- 27 мая — Ист-Ратерфорд: «Holy Ground» (Red) и «False God» (Lover)
- 28 мая — Ист-Ратерфорд: «Welcome to New York» (1989) и «Clean» (1989)
- 2 июня — Чикаго: «I Wish You Would» и «The Lakes» (Folklore)
- 3 июня — Чикаго: «You All Over Me» (с участием Марен Моррис; Fearless (Taylor’s Version)) и «I Don’t Wanna Live Forever»
- 4 июня — Чикаго: «Hits Different» (Midnights) и «The Moment I Knew» (Red)
- 9 июня — Детройт: «Haunted» (Speak Now) и «I Almost Do» (Red)
- 10 июня — Детройт: «All You Had to Do Was Stay» (1989) и «Breathe» (Fearless)
- 16 июня — Питтсбург: «Mr. Perfectly Fine» (Fearless (Taylor’s Version)) и «The Last Time» (Red)
- 17 июня — Питтсбург: «Seven» (с Десснером) (Folklore) и «The Story of Us» (Speak Now)
- 23 июня — Миннеаполис: «Paper Rings» (Lover) и «If This Was a Movie» (Speak Now)
- 24 июня — Миннеаполис: «Dear John» (Speak Now) и «Daylight» (Lover)
- 30 июня — Цинциннати: «I’m Only Me When I’m with You» (Taylor Swift) и «Evermore» (Evermore)
- 1 июля — Цинциннати: «Ivy» (с Десснером) (Evermore) и «Call It What You Want» (Reputation)
- 7 июля — Канзас-Сити: «Never Grow Up» (Speak Now) и «When Emma Falls in Love» (Speak Now (Taylor’s Version))
- 8 июля — Канзас-Сити: «Last Kiss» (Speak Now) и «Dorothea» (Evermore)
- 14 июля – Денвер: «Picture to Burn»  (Taylor Swift) и «Timeless» (Speak Now (Taylor’s Version))
- 15 июля – Денвер: «Starlight» (Red) и «Back to December» (Speak Now)
- 22 июля – Сиэтл: «This Is Why We Can’t Have Nice Things» (Reputation) и «Everything Has Changed» (Red )
- 23 июля – Сиэтл: «Message in a Bottle» (Red (Taylor’s Version)) и «Tied Together with a Smile» (Taylor Swift)
- 28 июля – Санта Клара: «Right Where You Left Me» и «Castles Crumbling»
- 29 июля – Санта Клара: «Stay Stay Stay» и «All of the Girls You Loved Before»
- 3 августа – Лос-Анджелес: «I Can See You» и «Maroon»
- 4 августа – Лос-Анджелес: «Our Song» и «You Are in Love»
- 5 августа – Лос-Анджелес: «Death by a Thousand Cuts» и «You’re on Your Own, Kid»
- 7 августа — Лос-Анджелес: «Dress» и «Exile»
- 8 августа — Лос-Анджелес: «I Know Places» и «King of My Heart»
- 9 августа — Лос-Анджелес: «New Romantics» и «New Year’s Day»
- 24 августа — Мехико: «I Forgot That You Existed» и «Sweet Nothing»
- 25 августа — Мехико: «Tell Me Why» и «Snow on the Beach»
- 26 августа — Мехико: «Cornelia Street» и «You’re on Your Own, Kid»
- 27 августа — Мехико: «Afterglow» и «Maroon»
- 9 ноября — Буэнос-Айрес: «The Very First Night» и «Labyrinth»
- 11 ноября — Буэнос-Айрес: Мэшап из «Is It Over Now?», бриджа «Out of the Woods» и «End Game»
- 12 ноября — Буэнос-Айрес: «Better than Revenge» и «Slut!»
- 17 ноября — Рио-де-Жанейро: «Stay Beautiful» и «Suburban Legends»
- 19 ноября — Рио-де-Жанейро: «Dancing with Our Hands Tied» и «Bigger Than the Whole Sky»
- 20 ноября — Рио-де-Жанейро: «Me!» и «So It Goes…»
- 24 ноября — Сан-Паулу: «Now That We Don’t Talk» и «Innocent»
- 25 ноября — Сан-Паулу: «Safe & Sound» и «Untouchable»
- 26 ноября — Сан-Паулу: «Say Don’t Go» и «It’s Time to Go»

#### 2024
- 7 февраля — Токио: «Dear Reader» (Midnights) и «Holy Ground» (Red)
- 8 февраля — Токио: «Eyes Open» (The Hunger Games) и «Electric Touch» (Speak Now (TV))
- 9 февраля — Токио: «Superman» (Speak Now) и «The Outside» (Taylor Swift)
- 10 февраля — Токио: «Come In With the Rain» (Fearless) и «You’re on Your Own, Kid» (Midnights)
- 16 февраля — Мельбурн: «Red» (Red) и «You’re Losing Me» (Midnights)
- 17 февраля — Мельбурн: «Getaway Car» / «August» / «The Other Side of the Door» и «This Is Me Trying»
- 18 февраля — Мельбурн: «Come Back… Be Here» / «Daylight» и «Teardrops on My Guitar»
- 23 февраля – Сидней: «How You Get The Girl» и «White Horse» / «Coney Island» (с Сабриной Карпентер)
- 24 февраля – Сидней: «Should’ve Said No» / «You’re Not Sorry» и «New Year’s Day» / «Peace»
- 25 февраля – Сидней: «Is It Over Now?» / «I Wish You Would» и «Haunted» / «Exile»
- 26 февраля – Сидней: «Would’ve Could’ve Should’ve» / «Ivy» и «Forever and Always» / «Maroon»
- 2 марта – Сингапур: «Mine» / «Starlight» и «I Don’t Wanna Live Forever» / «Dress»
- 3 марта — Сингапур: «Long Story Short» / «The Story of Us» и «Clean» / «Evermore»
- 4 марта — Сингапур: «Foolish One» / «Tell Me Why» и «This Love» / «Call It What You Want»
- 7 марта — Сингапур: «Death by a Thousand Cuts» / «Babe» и «Fifteen» / «You’re on Your Own, Kid»
- 8 марта — Сингапур: «Sparks Fly» / «Gold Rush» и «False God» / «Slut!»
- 9 марта — Сингапур: «Tim McGraw» / «Cowboy Like Me» и «Mirrorball» / «Epiphany»
- 9 мая — Париж: «Paris» (Midnights) и «Loml» (TTPD)
- 10 мая — Париж: «Is It Over Now?» / «Out of the Woods» и «My Boy Only Breaks His Favorite Toys»
- 11 мая — Париж: «Hey Stephen» и «Maroon»
- 12 мая — Париж: «The Alchemy» / «Treacherous» и «Begin Again» / «Paris»
- 17 мая — Стокгольм: «I Think He Knows» / «Gorgeous» и «Peter»
- 18 мая — Стокгольм: «Guilty as Sin?» и «Say Don’t Go» / «Welcome to New York» / «Clean»
- 19 мая — Стокгольм: «Message in a Bottle» / «How You Get The Girl» / «New Romantics» и «How Did It End?»
- 24 мая – Лиссабон: «Come Back… Be Here» / «The Way I Loved You» / «The Other Side of the Door» и «Fresh Out the Slammer» / «High Infidelity»
- 25 мая – Лиссабон: «The Tortured Poets Department» / «Now That We Don’t Talk» и «You’re on Your Own, Kid» / «Long Live»
- 29 мая – Мадрид: «Sparks Fly» / «I Can Fix Him (No Really I Can)» и «I Look in People’s Windows» / «Snow on the Beach»
- 30 мая – Мадрид: «Our Song» / «Jump then Fall» и «King of My Heart»
- 2 июня — Лион: «The Prophecy» / «Long Story Short» и «Fifteen» / «You’re On Your Own, Kid»
- 3 июня — Лион: «Glitch» / «Everything Has Changed» и «Chloe or Sam or Sophia or Marcus»
- 7 июня — Эдинбург: «Would’ve, Could’ve, Should’ve» / «I Know Places» и «’Tis the Damn Season» / «Daylight»
- 8 июня — Эдинбург: «The Bolter» / «Getaway Car» и «All of the Girls You Loved Before» / «Crazier»
- 9 июня — Эдинбург: «It’s Nice to Have a Friend» / «Dorothea» и «Haunted» / «Exile»
- 13 июня — Ливерпуль: «I Can See You» / «Mine» и «Cornelia Street» / «Maroon»
- 14 июня — Ливерпуль: «This Is What You Came For» / «Gold Rush» и «The Great War» / «You’re Losing Me»
- 15 июня — Ливерпуль: «Carolina» / «No Body, No Crime» и «The Manuscript» / «Red»
- 18 июня — Кардифф: «I Forgot That You Existed» / «This Is Why We Can’t Have Nice Things» и «I Hate It Here» / «The Lakes»
- 21 июня – Лондон: «Hits Different» / «Death by a Thousand Cuts» и «The Black Dog» / «Come Back… Be Here» / «Maroon»
- 22 июня – Лондон: «Thank You Aimee» / «Mean» и «Castles Crumbling» (с Хейли Уильямс)
- 23 июня — Лондон: «Us» (с Грэйси Абрамс) и «Out of the Woods» / «Is It Over Now?» / «Clean»
- 28 июня — Дублин: «State of Grace» / «You’re on Your Own, Kid» и «Sweet Nothing» / «Hoax»
- 29 июня — Дублин: «The Albatross» / «Dancing with Our Hands Tied» и «This Love» / «Ours»
- 30 июня — Дублин: «Clara Bow» / «The Lucky One» и «You’re on Your Own, Kid»
- 4 июля — Амстердам: «Guilty as Sin?» / «Untouchable» и «The Archer» / «Question…?»
- 5 июля — Амстердам: «Imgonnagetyouback» / «Dress» и «You Are In Love» / «Cowboy Like Me»
- 6 июля — Амстердам: «Sweeter Than Fiction» / «Holy Ground» и «Mary’s Song (Oh My My My)» / «So High School» / «Everything Has Changed»
- 9 июля — Цюрих: «Right Where You Left Me» / «All You Had to Do Was Stay» и «Last Kiss» / «Sad Beautiful Tragic»
- 10 июля — Цюрих: «Closure» / «A Perfectly Good Heart» и «Robin» / «Never Grow Up»
- 13 июля — Милан: «The 1» / «Wonderland» и «I Almost Do» / «The Moment I Knew»
- 14 июля — Милан: «Mr. Perfectly Fine» / «Red» и «Getaway Car» / «Out of the Woods»
- 17 июля — Гельзенкирхен: «Superstar» / «Invisible String» и «Slut!» / «False God»
- 18 июля — Гельзенкирхен: «Speak Now» / «Hey Stephen» и «This Is Me Trying» / «Labyrinth»
- 19 июля — Гельзенкирхен: «Paper Rings» / «Stay Stay Stay» и «It’s Time to Go» / «Better Man»
- 23 июля – Гамбург: «Teardrops on My Guitar» / «The Last Time» и «We Were Happy» / «Happiness»
- 24 июля – Гамбург: «The Last Great American Dynasty» / «Run» и «Nothing New» / «Dear Reader»
- 27 июля – Мюнхен: «Fresh Out the Slammer» / «You Are in Love» и «Ivy» / «Call It What You Want»
- 28 июля – Мюнхен: «I Don’t Wanna Live Forever» / «Imgonnagetyouback» и «Loml» / «Don’t You»
- 1 августа – Варшава: «Mirrorball» / «Clara Bow» и «Suburban Legends» / «New Year’s Day»
- 2 августа – Варшава: «I Can Fix Him (No Really I Can)» / «I Can See You» и «Red» / «Maroon»
- 3 августа – Варшава: «Today Was a Fairytale» / «I Think He Knows» и «The Black Dog» / «Exile»
- 15 августа – Лондон: «Everything Has Changed» / «End Game» / «Thinking Out Loud» (с Эдом Шираном) и «King of My Heart» / «The Alchemy»
- 16 августа – Лондон: «London Boy» и «Dear John» / «Sad Beautiful Tragic»
- 17 августа — Лондон: «I Did Something Bad» и «My Boy Only Breaks His Favorite Toys» / «Coney Island»
- 19 августа — Лондон: «Long Live» / «Change» и «The Archer» / «You’re on Your Own, Kid»
- 20 августа — Лондон: «Death by a Thousand Cuts» / «Getaway Car» (с Джеком Антоноффом) и «So Long, London»
- 18 октября — Майами: «Tim McGraw» / «Timeless» и «This Is Me Trying» / «Daylight»
- 19 октября — Майами: «Should’ve Said No» / «I Did Something Bad» и «Loml» / «White Horse»
- 20 октября — Майами: «Out of the Woods» / «All You Had to Do Was Stay» и «Mirrorball» / «Guilty as Sin?»
- 25 октября — Новый Орлеан: «Our Song» / «Call It What You Want» и «The Black Dog» / «Haunted»
- 26 октября — Новый Орлеан: «Espresso» / «Is It Over Now?» / «Please Please Please» (с Сабриной Карпентер) и «Hits Different» / «Welcome to New York»
- 27 октября — Новый Орлеан: «Afterglow» / «Dress» и «How You Get the Girl» / «Clean»/
- 1 ноября — Индианополис: «The Albatross» / «Holy Ground» и «Cold As You» / «Exile»
- 2 ноября — Индианополис: «The Prophecy» / «This Love» и «Maroon» / «Cowboy Like Me»
- 3 ноября — Индианополис: «Cornelia Street» / «The Bolter» и «Death By A Thousand Cuts» / «The Great War»
- 14 ноября — Торонто: «My Boy Only Breaks His Favorite Toys» / «This Is Why We Can’t Have Nice Things» и «False God» / «'Tis the Damn Season»
- 15 ноября — Торонто: «I Don’t Wanna Live Forever» / «Mine» и «Evermore» / «Peter»
- 16 ноября — Торонто: «Us» / «Out of the Woods» (с Абрамс) и «You’re On Your Own, Kid» / «Long Story Short»
- 21 ноября — Торонто: «Mr. Perfectly Fine» / «Better than Revenge» и «State of Grace» / «Labyrinth»
- 22 ноября — Торонто: «Ours» / «The Last Great American Dynasty» и «Cassandra» / «Mad Woman» / «I Did Something Bad»
- 23 ноября — Торонто: «Sparks Fly» / «Message in a Bottle» и «You’re Losing Me» / «How Did It End?»
- 6 декабря — Ванкувер[361]: «Haunted» / «Wonderland» и «Never Grow Up» / «The Best Day»
- 7 декабря — Ванкувер[362]: «I Love You, I’m Sorry» / «Last Kiss» (с Абрамс) и «The Tortured Poets Department» / «Maroon»
- 8 декабря — Ванкувер[363]: «A Place In This World» / «New Romantics» и «Long Live» / «New Year's Day» / «The Manuscript»

## Концерты
Тур состоит из 149 концертов на пяти континентах.

### 2023 год

#### Часть 1. Северная Америка (США)
| Дата                            | Город                           | Страна                          | Место проведения                | Приглашённые исполнители        | Аудитория                       | Доход                           |
| Часть 1. Северная Америка (США) | Часть 1. Северная Америка (США) | Часть 1. Северная Америка (США) | Часть 1. Северная Америка (США) | Часть 1. Северная Америка (США) | Часть 1. Северная Америка (США) | Часть 1. Северная Америка (США) |
| ------------------------------- | ------------------------------- | ------------------------------- | ------------------------------- | ------------------------------- | ------------------------------- | ------------------------------- |
| 17 марта 2023                   | Глендейл                        | США                             | Стейт Фарм Стэдиум              | Paramore Gayle                  | —                               | —                               |
| 18 марта 2023                   | Глендейл                        | США                             | Стейт Фарм Стэдиум              | Paramore Gayle                  | —                               | —                               |
| 24 марта 2023                   | Парадайс                        | США                             | Эллиджент Стэдиум               | Beabadoobee Gayle               | —                               | —                               |
| 25 марта 2023                   | Парадайс                        | США                             | Эллиджент Стэдиум               | Beabadoobee Gayle               | —                               | —                               |
| 31 марта 2023                   | Арлингтон                       | США                             | Эй-ти-энд-ти Стэдиум            | Muna Gayle                      | 210,607                         | —                               |
| 1 апреля 2023                   | Арлингтон                       | США                             | Эй-ти-энд-ти Стэдиум            | Beabadoobee Грейси Эйбрамс      | 210,607                         | —                               |
| 2 апреля 2023                   | Арлингтон                       | США                             | Эй-ти-энд-ти Стэдиум            | Beabadoobee Грейси Эйбрамс      | 210,607                         | —                               |
| 13 апреля 2023                  | Тампа                           | США                             | Реймонд Джеймс Стэдиум          | Beabadoobee Gayle               | —                               | —                               |
| 14 апреля 2023                  | Тампа                           | США                             | Реймонд Джеймс Стэдиум          | Beabadoobee Грейси Эйбрамс      | —                               | —                               |
| 15 апреля 2023                  | Тампа                           | США                             | Реймонд Джеймс Стэдиум          | Beabadoobee Грейси Эйбрамс      | —                               | —                               |
| 21 апреля 2023                  | Хьюстон                         | США                             | Эн-ар-джи Стэдиум               | Beabadoobee Грейси Эйбрамс      | —                               | —                               |
| 22 апреля 2023                  | Хьюстон                         | США                             | Эн-ар-джи Стэдиум               | Beabadoobee Грейси Эйбрамс      | —                               | —                               |
| 23 апреля 2023                  | Хьюстон                         | США                             | Эн-ар-джи Стэдиум               | Beabadoobee Грейси Эйбрамс      | —                               | —                               |
| 28 апреля 2023                  | Атланта                         | США                             | Мерседес-Бенц Стэдиум           | Beabadoobee Грейси Эйбрамс      | —                               | —                               |
| 29 апреля 2023                  | Атланта                         | США                             | Мерседес-Бенц Стэдиум           | Beabadoobee Грейси Эйбрамс      | —                               | —                               |
| 30 апреля 2023                  | Атланта                         | США                             | Мерседес-Бенц Стэдиум           | Muna Gayle                      | —                               | —                               |
| 5 мая 2023                      | Нашвилл                         | США                             | Ниссан-стэдиум                  | Фиби Бриджерс Грейси Эйбрамс    | 213,000 / 213,000               | —                               |
| 6 мая 2023                      | Нашвилл                         | США                             | Ниссан-стэдиум                  | Фиби Бриджерс Gayle             | 213,000 / 213,000               | —                               |
| 7 мая 2023                      | Нашвилл                         | США                             | Ниссан-стэдиум                  | —                               | 213,000 / 213,000               | —                               |
| 12 мая 2023                     | Филадельфия                     | США                             | Линкольн Файненшел Филд         | Фиби Бриджерс Gayle             | —                               | —                               |
| 13 мая 2023                     | Филадельфия                     | США                             | Линкольн Файненшел Филд         | Фиби Бриджерс Gayle             | —                               | —                               |
| 14 мая 2023                     | Филадельфия                     | США                             | Линкольн Файненшел Филд         | Фиби Бриджерс Грейси Эйбрамс    | —                               | —                               |
| 19 мая 2023                     | Фоксборо                        | США                             | Джиллетт Стэдиум                | Фиби Бриджерс Gayle             | —                               | —                               |
| 20 мая 2023                     | Фоксборо                        | США                             | Джиллетт Стэдиум                | Фиби Бриджерс Gayle             | —                               | —                               |
| 21 мая 2023                     | Фоксборо                        | США                             | Джиллетт Стэдиум                | Фиби Бриджерс Грейси Эйбрамс    | —                               | —                               |
| 26 мая 2023                     | Ист-Ратерфорд                   | США                             | Метлайф-стэдиум                 | Фиби Бриджерс Gayle             | 217,625                         | —                               |
| 27 мая 2023                     | Ист-Ратерфорд                   | США                             | Метлайф-стэдиум                 | Фиби Бриджерс Грейси Эйбрамс    | 217,625                         | —                               |
| 28 мая 2023                     | Ист-Ратерфорд                   | США                             | Метлайф-стэдиум                 | Фиби Бриджерс Owenn             | 217,625                         | —                               |
| 2 июня 2023                     | Чикаго                          | США                             | Солджер Филд                    | Girl in Red Owenn               | —                               | —                               |
| 3 июня 2023                     | Чикаго                          | США                             | Солджер Филд                    | Girl in Red Owenn               | —                               | —                               |
| 4 июня 2023                     | Чикаго                          | США                             | Солджер Филд                    | Muna Грейси Эйбрамс             | —                               | —                               |
| 9 июня 2023                     | Детройт                         | США                             | Форд Филд                       | Girl in Red Грейси Эйбрамс      | 118,661 / 118,661               | —                               |
| 10 июня 2023                    | Детройт                         | США                             | Форд Филд                       | Girl in Red Owenn               | 118,661 / 118,661               | —                               |
| 16 июня 2023                    | Питтсбург                       | США                             | Экрисюр Стэдиум                 | Girl in Red Грейси Эйбрамс      | 146,234 / 146,234               | —                               |
| 17 июня 2023                    | Питтсбург                       | США                             | Экрисюр Стэдиум                 | Girl in Red Owenn               | 146,234 / 146,234               | —                               |
| 23 июня 2023                    | Миннеаполис                     | США                             | Ю-Эс Банк Стэдиум               | Girl in Red Грейси Эйбрамс      | —                               | —                               |
| 24 июня 2023                    | Миннеаполис                     | США                             | Ю-Эс Банк Стэдиум               | Girl in Red Owenn               | —                               | —                               |
| 30 июня 2023                    | Цинциннати                      | США                             | Пэйкор Стэдиум                  | Muna Грейси Эйбрамс             | —                               | —                               |
| 1 июля 2023                     | Цинциннати                      | США                             | Пэйкор Стэдиум                  | Muna Грейси Эйбрамс             | —                               | —                               |
| 7 июля 2023                     | Канзас-Сити                     | США                             | Эрроухед Стэдиум                | Muna Грейси Эйбрамс             | —                               | —                               |
| 8 июля 2023                     | Канзас-Сити                     | США                             | Эрроухед Стэдиум                | Muna Грейси Эйбрамс             | —                               | —                               |
| 14 июля 2023                    | Денвер                          | США                             | Эмпауэр Филд эт Майл Хай        | Muna Грейси Эйбрамс             | —                               | —                               |
| 15 июля 2023                    | Денвер                          | США                             | Эмпауэр Филд эт Майл Хай        | Muna Грейси Эйбрамс             | —                               | —                               |
| 22 июля 2023                    | Сиэтл                           | США                             | Люмен Филд                      | Haim Грейси Эйбрамс             | 144,342 / 144,342               | —                               |
| 23 июля 2023                    | Сиэтл                           | США                             | Люмен Филд                      | Haim Грейси Эйбрамс             | 144,342 / 144,342               | —                               |
| 28 июля 2023                    | Санта-Клара                     | США                             | Ливайс Стэдиум                  | Haim Грейси Эйбрамс             | —                               | —                               |
| 29 июля 2023                    | Санта-Клара                     | США                             | Ливайс Стэдиум                  | Haim Грейси Эйбрамс             | —                               | —                               |
| 3 августа 2023                  | Инглвуд                         | США                             | Соу-Фай Стэдиум                 | Haim Грейси Эйбрамс             | —                               | —                               |
| 4 августа 2023                  | Инглвуд                         | США                             | Соу-Фай Стэдиум                 | Haim Owenn                      | —                               | —                               |
| 5 августа 2023                  | Инглвуд                         | США                             | Соу-Фай Стэдиум                 | Haim Gayle                      | —                               | —                               |
| 7 августа 2023                  | Инглвуд                         | США                             | Соу-Фай Стэдиум                 | Haim Грейси Эйбрамс             | —                               | —                               |
| 8 августа 2023                  | Инглвуд                         | США                             | Соу-Фай Стэдиум                 | Haim Грейси Эйбрамс             | —                               | —                               |
| 9 августа 2023                  | Инглвуд                         | США                             | Соу-Фай Стэдиум                 | Haim Gayle                      | —                               | —                               |

#### Часть 2. Латинская Америка
| Дата                       | Город                      | Страна                     | Место проведения               | Приглашённые исполнители   | Аудитория                  | Доход                      |
| Часть 2. Латинская Америка | Часть 2. Латинская Америка | Часть 2. Латинская Америка | Часть 2. Латинская Америка     | Часть 2. Латинская Америка | Часть 2. Латинская Америка | Часть 2. Латинская Америка |
| -------------------------- | -------------------------- | -------------------------- | ------------------------------ | -------------------------- | -------------------------- | -------------------------- |
| 24 августа 2023            | Мехико                     | Мексика                    | Foro Sol                       | Сабрина Карпентер          | —                          | —                          |
| 25 августа 2023            | Мехико                     | Мексика                    | Foro Sol                       | Сабрина Карпентер          | —                          | —                          |
| 26 августа 2023            | Мехико                     | Мексика                    | Foro Sol                       | Сабрина Карпентер          | —                          | —                          |
| 27 августа 2023            | Мехико                     | Мексика                    | Foro Sol                       | Сабрина Карпентер          | —                          | —                          |
| 9 ноября 2023              | Буэнос-Айрес               | Аргентина                  | Estadio River Plate            | Сабрина Карпентер          | —                          | —                          |
| 11 ноября 2023             | Буэнос-Айрес               | Аргентина                  | Estadio River Plate            | Сабрина Карпентер          | —                          | —                          |
| 12 ноября                  | Буэнос-Айрес               | Аргентина                  | Estadio River Plate            | Сабрина Карпентер          | —                          | —                          |
| 17 ноября 2023             | Рио-де-Жанейро             | Бразилия                   | Estádio Olímpico Nilton Santos | Сабрина Карпентер          | —                          | —                          |
| 19 ноября 2023             | Рио-де-Жанейро             | Бразилия                   | Estádio Olímpico Nilton Santos | Сабрина Карпентер          | —                          | —                          |
| 20 ноября                  | Рио-де-Жанейро             | Бразилия                   | Estádio Olímpico Nilton Santos | Сабрина Карпентер          | —                          | —                          |
| 24 ноября 2023             | Сан-Пауло                  | Бразилия                   | Allianz Parque                 | Сабрина Карпентер          | —                          | —                          |
| 25 ноября 2023             | Сан-Пауло                  | Бразилия                   | Allianz Parque                 | Сабрина Карпентер          | —                          | —                          |
| 26 ноября 2023             | Сан-Пауло                  | Бразилия                   | Allianz Parque                 | Сабрина Карпентер          | —                          | —                          |
| Всего                      | Всего                      | Всего                      | Всего                          | Всего                      | —                          | —                          |

### 2024 год

#### Часть 3. Азия — Австралия
| Дата (2024)               | Город                     | Страна                    | Место проведения            | Приглашённые исполнители  | Аудитория                 | Доход                     |
| Часть 3. Азия — Австралия | Часть 3. Азия — Австралия | Часть 3. Азия — Австралия | Часть 3. Азия — Австралия   | Часть 3. Азия — Австралия | Часть 3. Азия — Австралия | Часть 3. Азия — Австралия |
| ------------------------- | ------------------------- | ------------------------- | --------------------------- | ------------------------- | ------------------------- | ------------------------- |
| 7 февраля                 | Токио                     | Япония                    | Tokyo Dome                  | —                         | —                         | —                         |
| 8 февраля                 | Токио                     | Япония                    | Tokyo Dome                  | —                         | —                         | —                         |
| 9 февраля                 | Токио                     | Япония                    | Tokyo Dome                  | —                         | —                         | —                         |
| 10 февраля                | Токио                     | Япония                    | Tokyo Dome                  | —                         | —                         | —                         |
| 16 февраля                | Мельбурн                  | Австралия                 | Melbourne Cricket Ground    | Сабрина Карпентер         | 96,000                    | —                         |
| 17 февраля                | Мельбурн                  | Австралия                 | Melbourne Cricket Ground    | Сабрина Карпентер         | 96,000                    | —                         |
| 18 февраля                | Мельбурн                  | Австралия                 | Melbourne Cricket Ground    | Сабрина Карпентер         | 96,000                    | —                         |
| 23 февраля                | Сидней                    | Австралия                 | Accor Stadium               | н/д                       | —                         | —                         |
| 24 февраля                | Сидней                    | Австралия                 | Accor Stadium               | Сабрина Карпентер         | —                         | —                         |
| 25 февраля                | Сидней                    | Австралия                 | Accor Stadium               | Сабрина Карпентер         | —                         | —                         |
| 26 февраля                | Сидней                    | Австралия                 | Accor Stadium               | Сабрина Карпентер         | —                         | —                         |
| 2 марта                   | Сингапур                  | Сингапур                  | National Stadium, Singapore | Сабрина Карпентер         | —                         | —                         |
| 3 марта                   | Сингапур                  | Сингапур                  | National Stadium, Singapore | Сабрина Карпентер         | —                         | —                         |
| 4 марта                   | Сингапур                  | Сингапур                  | National Stadium, Singapore | Сабрина Карпентер         | —                         | —                         |
| 7 марта                   | Сингапур                  | Сингапур                  | National Stadium, Singapore | Сабрина Карпентер         | —                         | —                         |
| 8 марта                   | Сингапур                  | Сингапур                  | National Stadium, Singapore | Сабрина Карпентер         | —                         | —                         |
| 9 марта                   | Сингапур                  | Сингапур                  | National Stadium, Singapore | Сабрина Карпентер         | —                         | —                         |

#### Часть 4. Европа
| Дата (2024)     | Город           | Страна          | Место проведения          | Приглашённые исполнители | Аудитория         | Доход           |
| Часть 4. Европа | Часть 4. Европа | Часть 4. Европа | Часть 4. Европа           | Часть 4. Европа          | Часть 4. Европа   | Часть 4. Европа |
| --------------- | --------------- | --------------- | ------------------------- | ------------------------ | ----------------- | --------------- |
| 9 мая           | Париж           | Франция         | Paris La Défense Arena    | Paramore                 | —                 | —               |
| 10 мая          | Париж           | Франция         | Paris La Défense Arena    | Paramore                 | —                 | —               |
| 11 мая          | Париж           | Франция         | Paris La Défense Arena    | Paramore                 | —                 | —               |
| 12 мая          | Париж           | Франция         | Paris La Défense Arena    | Paramore                 | —                 | —               |
| 17 мая          | Стокгольм       | Швеция          | Friends Arena             | Paramore                 | —                 | —               |
| 18 мая          | Стокгольм       | Швеция          | Friends Arena             | Paramore                 | —                 | —               |
| 19 мая          | Стокгольм       | Швеция          | Friends Arena             | Paramore                 | —                 | —               |
| 24 мая          | Лиссабон        | Португалия      | Estádio da Luz            | Paramore                 | —                 | —               |
| 25 мая          | Лиссабон        | Португалия      | Estádio da Luz            | Paramore                 | —                 | —               |
| 29 мая          | Мадрид          | Испания         | Estadio Santiago Bernabéu | Paramore                 | —                 | —               |
| 30 мая          | Мадрид          | Испания         | Estadio Santiago Bernabéu | Paramore                 | —                 | —               |
| 2 июня          | Лион            | Франция         | Groupama Stadium          | Paramore                 | —                 | —               |
| 3 июня          | Лион            | Франция         | Groupama Stadium          | Paramore                 | —                 | —               |
| 7 июня          | Эдинбург        | Шотландия       | BT Murrayfield Stadium    | Paramore                 | —                 | —               |
| 8 июня          | Эдинбург        | Шотландия       | BT Murrayfield Stadium    | Paramore                 | —                 | —               |
| 9 июня          | Эдинбург        | Шотландия       | BT Murrayfield Stadium    | Paramore                 | —                 | —               |
| 13 июня         | Ливерпуль       | Англия          | Anfield Stadium           | Paramore                 | —                 | —               |
| 14 июня         | Ливерпуль       | Англия          | Anfield Stadium           | Paramore                 | —                 | —               |
| 15 июня         | Ливерпуль       | Англия          | Anfield Stadium           | Paramore                 | —                 | —               |
| 18 июня         | Кардифф         | Уэльс           | Principality Stadium      | Paramore                 | —                 | —               |
| 21 июня         | Лондон          | Англия          | Уэмбли                    | Paramore Mette           | 753,112 / 753,112 | —               |
| 22 июня         | Лондон          | Англия          | Уэмбли                    | Paramore Griff           | 753,112 / 753,112 | —               |
| 23 июня         | Лондон          | Англия          | Уэмбли                    | Paramore Бенсон Бун      | 753,112 / 753,112 | —               |
| 28 июня         | Дублин          | Ирландия        | Aviva Stadium             | Paramore                 | —                 | —               |
| 29 июня         | Дублин          | Ирландия        | Aviva Stadium             | Paramore                 | —                 | —               |
| 30 июня         | Дублин          | Ирландия        | Aviva Stadium             | Paramore                 | —                 | —               |
| 4 июля          | Амстердам       | Нидерланды      | Johan Cruyff Arena        | Paramore                 | —                 | —               |
| 5 июля          | Амстердам       | Нидерланды      | Johan Cruyff Arena        | Paramore                 | —                 | —               |
| 6 июля          | Амстердам       | Нидерланды      | Johan Cruyff Arena        | Paramore                 | —                 | —               |
| 9 июля          | Цюрих           | Швейцария       | Stadion Letzigrund        | Paramore                 | —                 | —               |
| 10 июля         | Цюрих           | Швейцария       | Stadion Letzigrund        | Paramore                 | —                 | —               |
| 13 июля         | Милан           | Италия          | San Siro Stadium          | Paramore                 | —                 | —               |
| 14 июля         | Милан           | Италия          | San Siro Stadium          | Paramore                 | —                 | —               |
| 17 июля         | Гельзенкирхен   | Германия        | Veltins-Arena             | Paramore                 | —                 | —               |
| 18 июля         | Гельзенкирхен   | Германия        | Veltins-Arena             | Paramore                 | —                 | —               |
| 19 июля         | Гельзенкирхен   | Германия        | Veltins-Arena             | Paramore                 | —                 | —               |
| 23 июля         | Гамбург         | Германия        | Volksparkstadion          | Paramore                 | —                 | —               |
| 24 июля         | Гамбург         | Германия        | Volksparkstadion          | Paramore                 | —                 | —               |
| 27 июля         | Мюнхен          | Германия        | Olympiastadion            | Paramore                 | —                 | —               |
| 28 июля         | Мюнхен          | Германия        | Olympiastadion            | Paramore                 | —                 | —               |
| 1 августа       | Варшава         | Польша          | Stadion Narodowy          | Paramore                 | —                 | —               |
| 2 августа       | Варшава         | Польша          | Stadion Narodowy          | Paramore                 | —                 | —               |
| 3 августа       | Варшава         | Польша          | Stadion Narodowy          | Paramore                 | —                 | —               |
| 8 августа       | Вена            | Австрия         | Ernst-Happel-Stadion      | Paramore                 | —                 | —               |
| 9 августа       | Вена            | Австрия         | Ernst-Happel-Stadion      | Paramore                 | —                 | —               |
| 10 августа      | Вена            | Австрия         | Ernst-Happel-Stadion      | Paramore                 | —                 | —               |
| 15 августа      | Лондон          | Англия          | Wembley Stadium           | Paramore                 | —                 | —               |
| 16 августа      | Лондон          | Англия          | Wembley Stadium           | Paramore                 | —                 | —               |
| 17 августа      | Лондон          | Англия          | Wembley Stadium           | Paramore                 | —                 | —               |
| 19 августа      | Лондон          | Англия          | Wembley Stadium           | Paramore                 | —                 | —               |
| 20 августа      | Лондон          | Англия          | Wembley Stadium           | Paramore                 | —                 | —               |
| Всего           | Всего           | Всего           | Всего                     | Всего                    | —                 | —               |

#### Часть 5. Северная Америка (США и Канада)
| Дата (2024)           | Город                 | Страна                | Место проведения      | Приглашённые исполнители | Аудитория             | Доход                 |
| Часть 5. США и Канада | Часть 5. США и Канада | Часть 5. США и Канада | Часть 5. США и Канада | Часть 5. США и Канада    | Часть 5. США и Канада | Часть 5. США и Канада |
| --------------------- | --------------------- | --------------------- | --------------------- | ------------------------ | --------------------- | --------------------- |
| 18 октября            | Майами-Гарденс        | США                   | Хард Рок Стэдиум      | Грэйси Абрамс            | —                     | —                     |
| 19 октября            | Майами-Гарденс        | США                   | Хард Рок Стэдиум      | Грэйси Абрамс            | —                     | —                     |
| 20 октября            | Майами-Гарденс        | США                   | Хард Рок Стэдиум      | Грэйси Абрамс            | —                     | —                     |
| 25 октября            | Новый Орлеан          | США                   | Цезарь Супердоум      | Грэйси Абрамс            | —                     | —                     |
| 26 октября            | Новый Орлеан          | США                   | Цезарь Супердоум      | Грэйси Абрамс            | —                     | —                     |
| 27 октября            | Новый Орлеан          | США                   | Цезарь Супердоум      | Грэйси Абрамс            | —                     | —                     |
| 1 ноября              | Индианаполис          | США                   | Лукас Ойл Стэдиум     | Грэйси Абрамс            | —                     | —                     |
| 2 ноября              | Индианаполис          | США                   | Лукас Ойл Стэдиум     | Грэйси Абрамс            | —                     | —                     |
| 3 ноября              | Индианаполис          | США                   | Лукас Ойл Стэдиум     | Грэйси Абрамс            | —                     | —                     |
| 14 ноября             | Торонто               | Канада                | Роджерс Центр         | Грэйси Абрамс            | —                     | —                     |
| 15 ноября             | Торонто               | Канада                | Роджерс Центр         | Грэйси Абрамс            | —                     | —                     |
| 16 ноября             | Торонто               | Канада                | Роджерс Центр         | Грэйси Абрамс            | —                     | —                     |
| 21 ноября             | Торонто               | Канада                | Роджерс Центр         | Грэйси Абрамс            | —                     | —                     |
| 22 ноября             | Торонто               | Канада                | Роджерс Центр         | Грэйси Абрамс            | —                     | —                     |
| 23 ноября             | Торонто               | Канада                | Роджерс Центр         | Грэйси Абрамс            | —                     | —                     |
| 6 декабря             | Ванкувер              | Канада                | Би-Си Плэйс           | Грэйси Абрамс            | —                     | —                     |
| 7 декабря             | Ванкувер              | Канада                | Би-Си Плэйс           | Грэйси Абрамс            | —                     | —                     |
| 8 декабря             | Ванкувер              | Канада                | Би-Си Плэйс           | Грэйси Абрамс            | —                     | —                     |
| Всего                 | Всего                 | Всего                 | Всего                 | Всего                    | 10,168,008            | $2,077,618,725        |

## Отменённые концерты
| Дата (2024) | Город | Страна  | Стадион              | Причина                            | Ссылка  |
| ----------- | ----- | ------- | -------------------- | ---------------------------------- | ------- |
| 8 августа   | Вена  | Австрия | Ernst-Happel-Stadion | Планируемая террористическая атака | [ 379 ] |
| 9 августа   | Вена  | Австрия | Ernst-Happel-Stadion | Планируемая террористическая атака | [ 379 ] |
| 10 августа  | Вена  | Австрия | Ernst-Happel-Stadion | Планируемая террористическая атака | [ 379 ] |

## Персонал
Источник.
- Тейлор Свифт — вокал, гитара, фортепиано

Группа
- Макс Бернштейн — гитара, клавишные, соруководитель ансамбля
- Мэтт Биллингслеа — ударные
- Карина ДеПиано — фортепиано
- Амос Хеллер — бас
- Майк Медоуз — гитара, клавишные, виолончель, гармоника, мандолина, бэк-вокал, соруководитель ансамбля
- Пол Сидоти — гитара, бэк-вокал
- Джеслин Горман — бэк-вокал (кроме концертов в Сиэтле, Латинской Америке, Токио, Мельбурне)
- Камила Маршалл — бэк-вокал
- Мелани Найема — бэк-вокал, лидер секции бэквокалистов
- Элиотт Вудфорд — бэк-вокал (кроме концертов в Гамбурге, Мюнхене, Варшаве, Лондоне, ночей 4—8, Майами, Новом Орлеане, Индианаполисе и Торонто, ночь 1)

Танцоры
- Аманда Бален — руководитель (капитан группы танцоров и помощник хореографа)
- Тейлор Бэнкс
- Карен Чуанг
- Одри Дуглас
- Тори Эванс
- Тамия Льюис
- Сэм МакВильямс
- Сидни Мосс
- Натали Петерсон
- Ян Равник
- Натали Рид
- Камерон Сондерс
- Кевин Шейцбах
- Рафаэль Томас
- Уоли Йошимура

### Комментарии
1. ↑  Совместно с AMC Theatres[англ.] за фильм Taylor Swift: The Eras Tour[167].
2. ↑  Вместо Свифт указана Фиби Бриджерс[167].
3. ↑  Вместо Свифт указаны Грэйси Абрамс и Paramore[175].
4. ↑  По данным Forbes предполагаемый валовый доход от тура составляет 780 миллионов долларов от 56 шоу в 2023 году[186] и 1,15 миллиарда долларов от 65 шоу в 2024 году[190]. Свифт пока не сообщила официальных цифр.
5. ↑  Спин-офф, «побочный продукт», «ответвление»
6. ↑  Midnights, Lover, Folklore, 1989, Red (Taylor’s Version), Reputation и Evermore были одновременно в чарте на местах №№ 3, 13, 14, 19, 22, 26, и 31, соответственно. Уитни Хьюстон была первым артистом с семью альбомами в Топ-40, но не при жизни, а посмертно[235].
7. ↑  Исполнялась вместо «’tis the damn season» на тех концертах, где открывающим исполнителем была группа Haim[339].
8. ↑  Песня «Long Live» была добавлена после «Enchanted» в качестве части акта Speak Now после выхода альбома Speak Now (Taylor’s Version), начиная с концертов в Канзас-Сити[340][341].
9. ↑  «The 1» исполнялась вместо «Invisible String», начиная с концертов в Арлингтоне на «Эй-ти-энд-ти Стэдиум»[341], кроме второго шоу в Нашвилле, где Свифт исполнила «Invisible String» в честь посвящённой ей скамейке в Сентенниал-Парк[342].
10. ↑  Во время первого концерта в Нашвилле перед исполнением первой песни-сюрприза «Sparks Fly» Свифт анонсировала предстоящий выход альбома Speak Now (Taylor’s Version)[349].
11. ↑  Из-за дождя накануне вечером у Свифт сломалось пианино. Вместо этого она исполнила обе песни-сюрпризы на гитаре.
12. ↑  Грубая оценка, основанная на рекордной посещаемости третьего вечера[153].
13. ↑  На открытии планировалось выступление Фиби Бриджерс и Грейси Эйбрамс, однако из-за задержек, вызванных ненастной погодой и дождями, оба выступления были отменены.[370]
14. ↑  Примерная оценка, основанная на рекордной посещаемости второго вечера[373].
15. ↑  Приблизительная оценка, основанная на рекордной посещаемости первого вечера[374].
16. ↑  Первоначально концерт в Буэнос-Айресе был запланирован на 10 ноября 2023 года, но из-за неблагоприятных погодных условий он был перенесен на 12 ноября[376].
17. ↑  Концерт 20 ноября 2023 года в Рио-де-Жанейро первоначально был запланирован на 18 ноября, но был отложен из-за плохих погодных условий (экстремальная жара)[319].
18. ↑  Заявленная посещаемость каждого концерта в Мельбурне составляла 96 000 человек, что Свифт признала самой большой аудиторией за всю свою карьеру на тот момент (в сумме 288 000 за три концерта)[377].
19. ↑  Планировалось, что открывать концерт 23 февраля будет Сабрина Карпентер, но из-за задержек, вызванных грозой, выступление было отменено[378].
20. ↑  Посещаемость восьми вечеров вместе взятых[1].